# ニセコ東急 グラン・ヒラフ

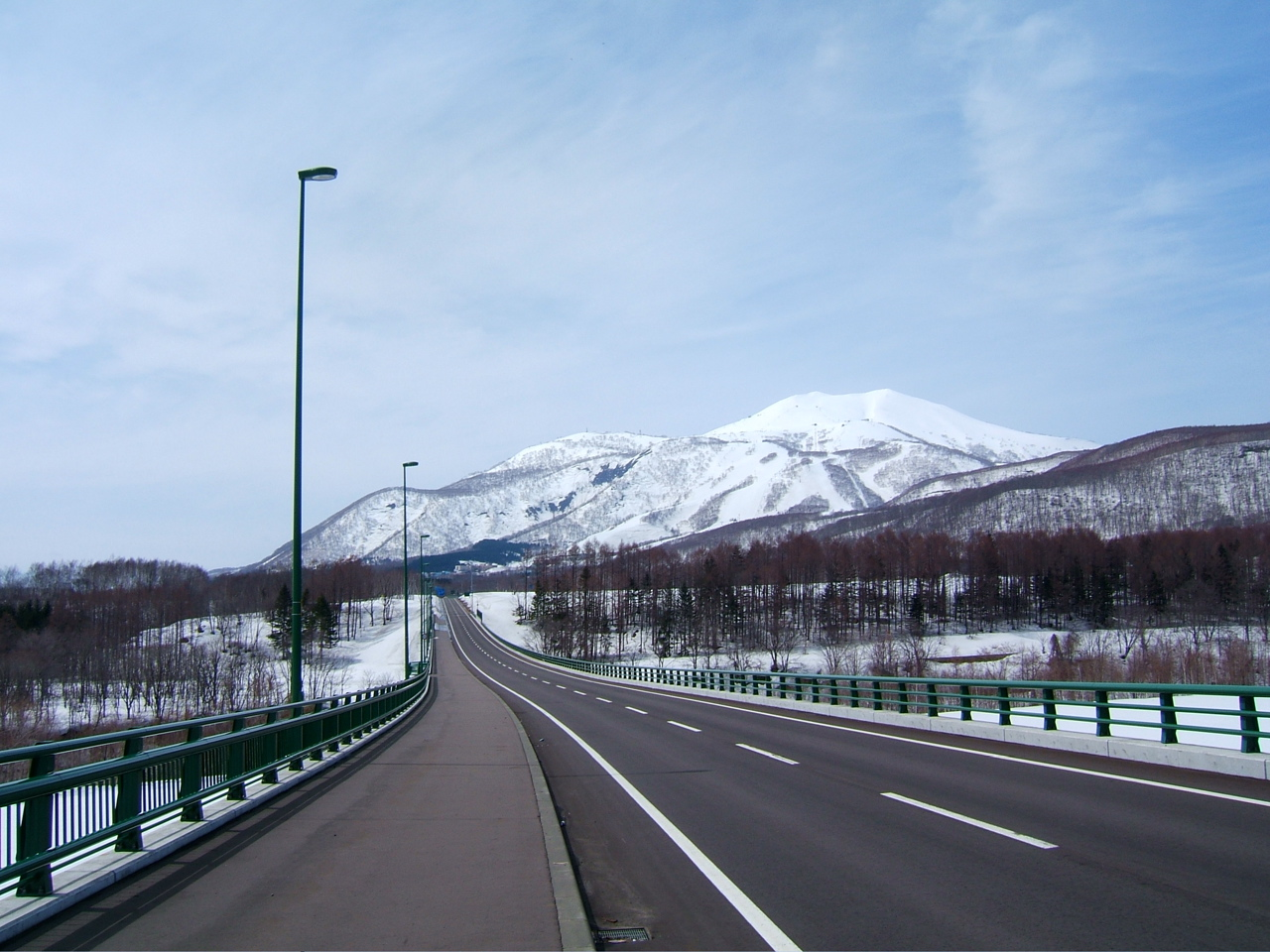
サンモリッツ大橋から眺めたニセコ グラン・ヒラフエリア（2006年）

ニセコ東急 グラン・ヒラフ（英: NISEKO TOKYU Grand HIRAFU）は、北海道虻田郡倶知安町にあるリゾート（スキー場）。

## 概要
ニセコアンヌプリの裾野に広がる「ニセコユナイテッド」（ニセコアンヌプリ国際スキー場・ニセコビレッジ・ニセコ東急 グラン・ヒラフ・ニセコHANAZONOリゾート）の1つ。スキー場と宿泊施設があり、ひらふエリアを東急リゾーツ&ステイ、花園エリアを香港資本の日本ハーモニー・リゾートが運営し、両エリアを山腹の連絡コースや山麓のシャトルバス（冬季のみ運行）で行き来することができる。また、ヒラフエリアを巡回するシャトルバス、各リゾート間と俱知安市街を結ぶシャトルバスもある（いずれも冬季のみ運行）。
ニセコは、ひらふ地区を中心に口コミによって2000年代はじめからオーストラリア人観光客が増え始め、オーストラリア資本によるマンションやコンドミニアムなどの不動産開発が進んだ。特に、倶知安町字山田は2006年から3年連続で住宅地の地価上昇率全国1位になった。2000年代後半からはアジア地域でも注目されており、中華人民共和国（香港）やマレーシア資本による開発が進んでいる。

## 沿革
日東商船が竹を使った合成板のファイバーボードを増産する計画があり、高橋清吉倶知安町長（当時）のトップセールスによる誘致もあって町内に工場を建設し、原料の竹を切り出すための軽便索道を造ることになった。ところが、工場建設中に日本国外からの競合製品が大量に輸入されるようになり、工場は立ち行かなくなってしまう。その頃、『全日本スキー選手権大会』を比羅夫口コースで行う計画があったが、大会開催に必須のチェアリフトが無かった。そこで、工場の索道をリフトにすることを思いつき、北海道スキー連盟と倶知安町が北海道ファイバーボードに陳情し、リフト設置が実現した。
- 1961年（昭和36年）：「ニセコ高原観光」発足（親会社は日東商船[10]）。「ニセコひらふスキー場」オープン[8]、スキーリフト（高原リフト）設置[11]}[12]。
- 1962年（昭和37年）：『全日本スキー選手権大会』（アルペン）開催[11][13][12]。
- 1965年（昭和40年）：「サンモリッツリフト」がアルペン競技会場となったコースにスキーリフト（アルペンリフト）設置[10][12]。
- 1970年（昭和45年）：『第25回国民体育大会』冬季大会開催[11][14]。「ニセコ国際ひらふスキー場」と改称[8][12]。
- 1976年（昭和51年）：アルペンリフト・ニセコアンヌプリ国際スキー場・ニセコモイワ国際スキー場（現、ニセコモイワスキーリゾート）・大和ルスツスキー場（現、ルスツリゾート）リフト共通回数券の取り扱い開始[15]。なお、後にニセコモイワ国際スキー場と大和ルスツスキー場が離脱し、高原リフトとニセコ東山スキー場（現、ニセコビレッジ）が参加して、ニセコアンヌプリ内4スキー場の往来が可能となる。
- 1980年（昭和55年）：ニセコ高原観光が国設ワイススキー場のリフト2基を買収[8]。
- 1985年（昭和60年）：ニセコ高原観光の経営（ニセコ国際ひらふスキー場・ニセコワイススキー場）がジャパンライン系から東急不動産傘下となる[11][16][12]。日本国内で初のクワッドリフト「アルペンセンターフォー」（後の「エース第2クワッド」）が営業開始[17][18]。
- 1986年（昭和61年）：『第41回国民体育大会』冬季大会開催[11][19][20]。「ホテルニセコアルペン」オープン。日本国内初となるゴンドラナイター営業開始[8][12]。
- 1992年（平成04年）：東急不動産の「花園地区大規模リゾート開発計画」による「ニセコ東急ゴルフコース」オープン。「ニセコひらふ花園スキー場」オープン[16][21][12]。
- 1993年（平成05年）：ニセコ高原観光が電子リフトチケットシステム「ニセコフリーパスポートシステム」（富士電機、樫山工業、山武ハネウエルのジョイントベンチャー）導入[22][21][12]。
- 1998年（平成10年）：北洋銀行の関連会社である交洋不動産が事業継承したサンモリッツリフトが「ニセコフリーパスポートシステム」導入[22][23]。ニセコワイススキー場営業休止（その後、地元企業の「ニセコワイス観光」が施設を借りて再開したが、2009年に再び休止）[24]。
- 2001年（平成13年）：「東急リゾートサービス」（現：東急リゾーツ&ステイ）設立[16]。
- 2003年（平成15年）：電子リフトチケットシステムを、SKIDATA社のものにアップグレード。
- 2004年（平成16年）：オーストラリア資本の「日本ハーモニー・リゾート」がニセコ花園スキー場を買収[11][25][12]。サンモリッツリフトがニセコ国際ひらふアルペンコースとホテルニセコアルペンをニセコ高原観光に売却し[11]、東急リゾートサービスが運営受託[16][12]。これにより、ニセコひらふ開設後初めて経営が一本化した[11][23][12]。「ニセコマウンテンリゾート グラン・ヒラフ」と改称[25][12]。サンモリッツリフトが特別清算[23][25]。
- 2005年（平成17年）：ニセコ東急ゴルフコースを日本ハーモニー・リゾートへ売却（運営はニセコ高原観光が継続）[26][25]。倶知安町がひらふ第1駐車場管理センターを東急リゾートに売却し、「ウェルカムセンター」としてリニューアルオープン[11]。
- 2007年（平成19年）：香港企業のPCCWの子会社「PCPD」が日本ハーモニー・リゾートを買収[27][28]。
- 2011年（平成23年）：ゴンドラの架け替え、「マウンテンセンター」オープン、レッスンエリア新設[29][12]。
- 2012年（平成24年）：ニセコ高原観光が「ニセコ東急リゾート」と社名変更[30]。「.Base」（ドットベース）オープン[31]。ニセコ高原ホテル売却[16][32]。東急リゾートサービスがコンドミニアム型ホテル「四季ニセコ」の運営受託（2016年に運営受託終了、後述参照）。
- 2015年（平成27年）：ニセコ東急リゾートが営業休止中の「ニセコワイススキー場」（現在のホワイトアイルNISEKO）を日本ハーモニー・リゾートへ売却[24]。
- 2016年（平成28年）：ニセコ東急ゴルフコースの運営が日本ハーモニー・リゾートとなり、「HANAZONO GOLF」と改称[16][33]。東急リゾートサービスがコンドミニアム「綾ニセコ」の運営受託[16][34]。
- 2020年（令和2年）：韓国のハンファグループが元ニセコ高原ホテルの敷地を買収。再開発に乗り出すことが明らかになった[35]。
- 2021年（令和3年）：11月30日に「ニセコ東急 グラン・ヒラフ」と改称[36]。
- 2022年（令和4年）：倶知安町議会で3月22日に、スキー場周辺のひらふ坂近辺を含めた地区のリゾート開発にともなう土地取引のルール改定とともに字山田の一部となっている同地域の住所を「ニセコひらふ」に変更する事を決定し、同年10月1日に施行[37][38][39]。

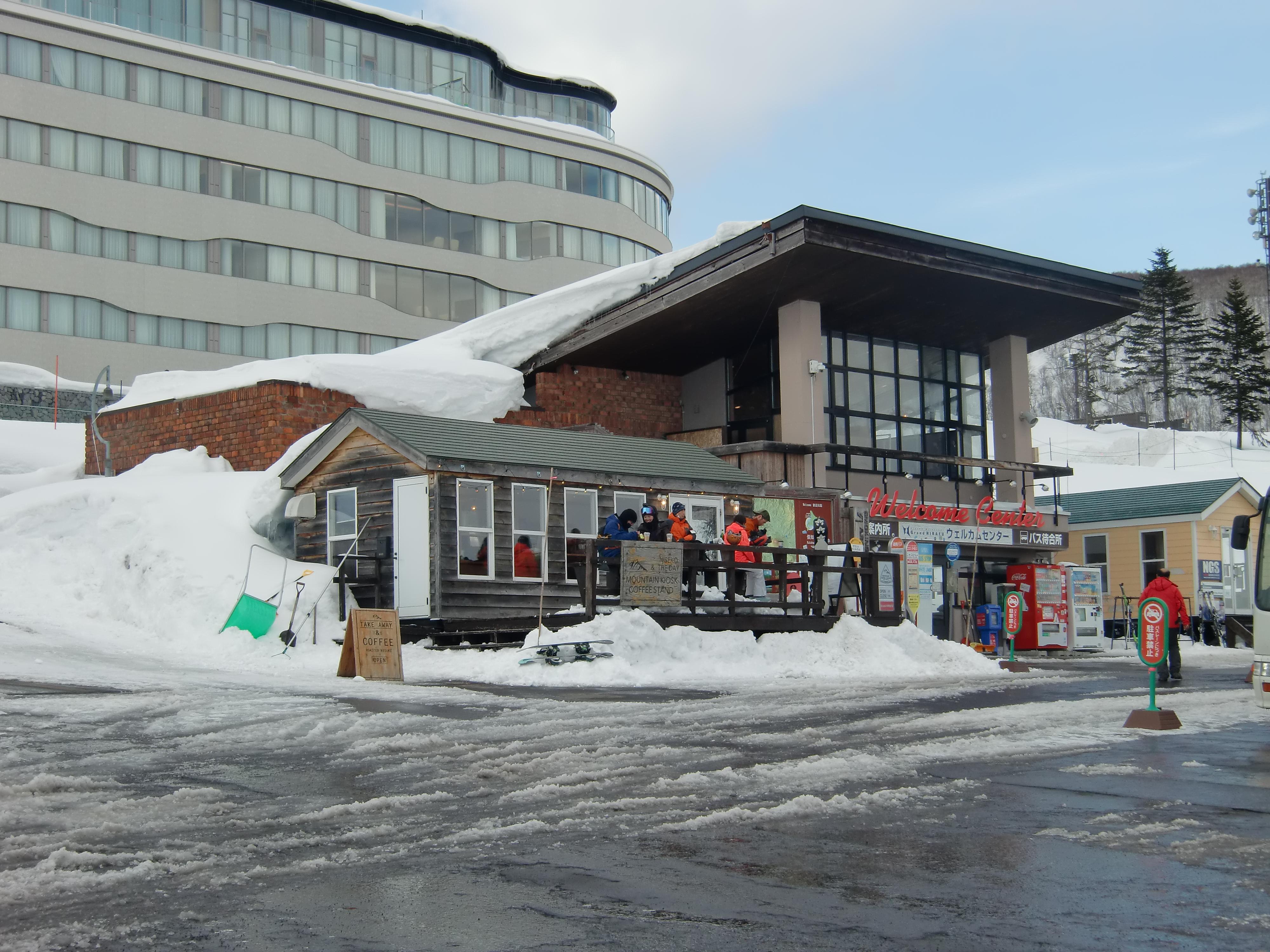
ニセコ東急 グラン・ヒラフ ウェルカムセンター（2022年3月撮影）

## 施設

### スキー場
コース
- 初級コース
  - ファミリーコース
  - せんの木コース
  - キング・エース連絡通路
  - 高原コース
  - 望羊コース
  - ホリデーコース（一部急斜面）
  - グリーンコース
  - 初級者迂回路
  - 白樺コース
  - 連絡コース
- 中級コース
  - アルペンコース
  - フリココース
  - 国体コース
  - センターコース
  - 林間コース
  - ジャンボコース（一部急斜面[注 1]）
  - パラレルコース
  - 羊蹄サンセット
- 上級コース
  - スーパーコース
  - 温泉沢コース
  - 第2の壁
  - 粉雪コース
  - 見晴コース
  - ラージコース
  - ダイナミックコース

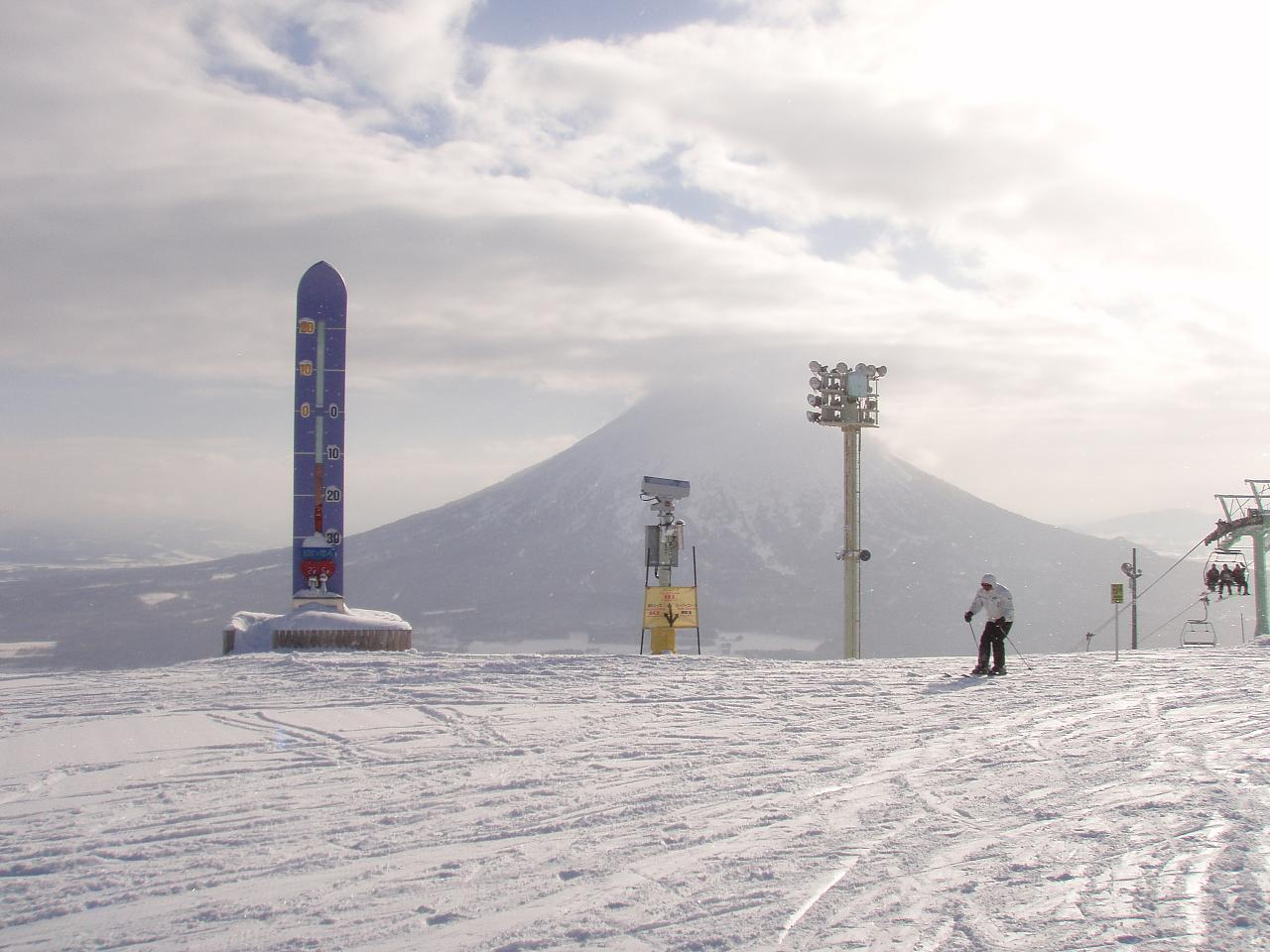
白い恋人温度計と羊蹄山（2008年2月）
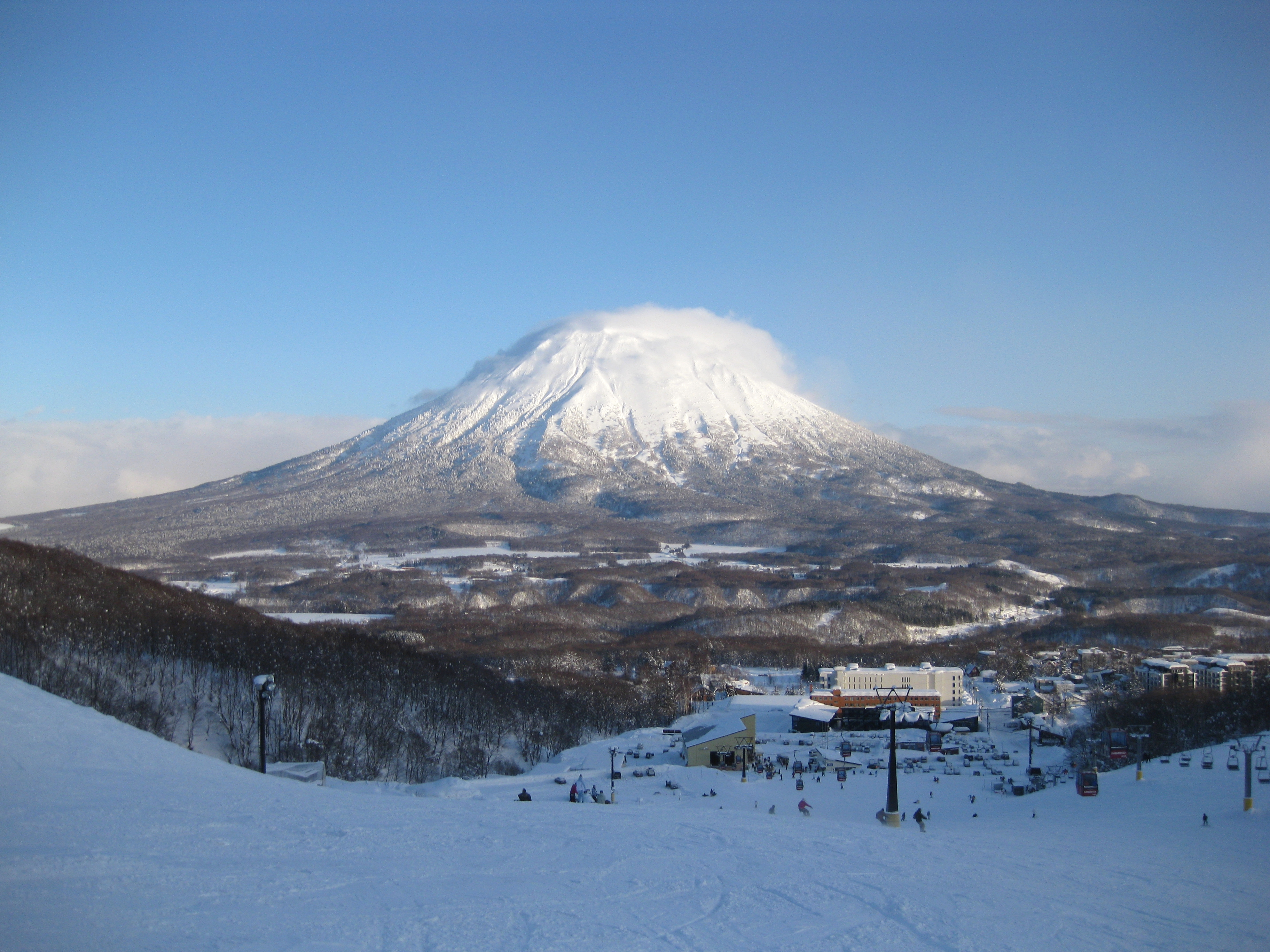
ゲレンデから眺めた羊蹄山（2010年2月）

#### リフト
| リフト名                 | 定員 | 路線長  | 運転速度 | 毎時輸送能力 | 建設年月 | フード | 備考                                                                      |
| ------------------------ | ---- | ------- | -------- | ------------ | -------- | ------ | ------------------------------------------------------------------------- |
| キング第１ペアA・B線     | 2名  | 582m    | 1.6m/s?  | 1,200名      | 1983年   | なし   | 旧称：高原第１A・B線、電源不良のため運転中止中、いつ復帰するのかは不明    |
| キングゴンドラ           | 8名  | 1,845 m | 6.0 m/s  | 2,000名      | 1984年   | なし   | 2011年にリニューアル 旧称：ヒラフゴンドラ                                 |
| キング第3                | 6名  | 1,353m  | 5.0m/s   | 3,085名      | 2025年   | あり   | 2025年に運行開始予定 シートヒーターが搭載されている                       |
| キング第4                | 1名  | 526 m   | 2.0 m/s? | 720名        | 1983年   | なし   | 旧称：ニセコ高原第7                                                       |
| キングホリデーペア       | 2名  | 669 m   | 2.0 m/s  | 600名        | 2007年   | なし   | 旧称：ホリデー第1ペア                                                     |
| スインギングモンキー     | 2名  | 532 m   | 2.0 m/s  | 900名        | 2005年   | なし   | 旧称：ノーネームペアリフト                                                |
| エースファミリークワッド | 4名  | 841 m   | 5.0 m/s  | 2,400名      | 2017年   | なし   | 2017年12月に運行開始                                                      |
| エースゴンドラ           | 10名 | 1,677 m | 6.0 m/s  | 2,800名      | 2024年   | なし   | 2024年12月に運行開始                                                      |
| エース第3ペア            | 2名  | 883 m   | 2.0 m/s? | 1,200名      | 1983年   | なし   | 旧称：ニセコアルペン第3B線 2026年に４人乗りフード付きリフトへ架け替え予定 |
| エース第4ペア            | 2名  | 722 m   | 2.3 m/s  | 1,200名      | 1984年   | なし   | 旧称：ニセコアルペン第4                                                   |

キング第1A線・B線ペアは、1961年12月17日にその前身となるニセコ高原第1リフトが完成し、1968年に2線化、1971年にその内の1基をペアリフト化、1983年に両線ともペアリフトとなって現在に至る。
その他、キング第1A線・B線ペア乗車停留場付近とホリデー第1ペア乗車停留場の付近に設けられたキッズエリア内と、ひらふ第1駐車場からキング第1A線・B線ペアに至るまでの間にマジックカーペットがある。駐車場とリフト乗車停留場の間に設けられているマジックカーペットについては、ゲレンデが駐車場よりも高い位置にあるため、利便性を高める目的で設置されている。

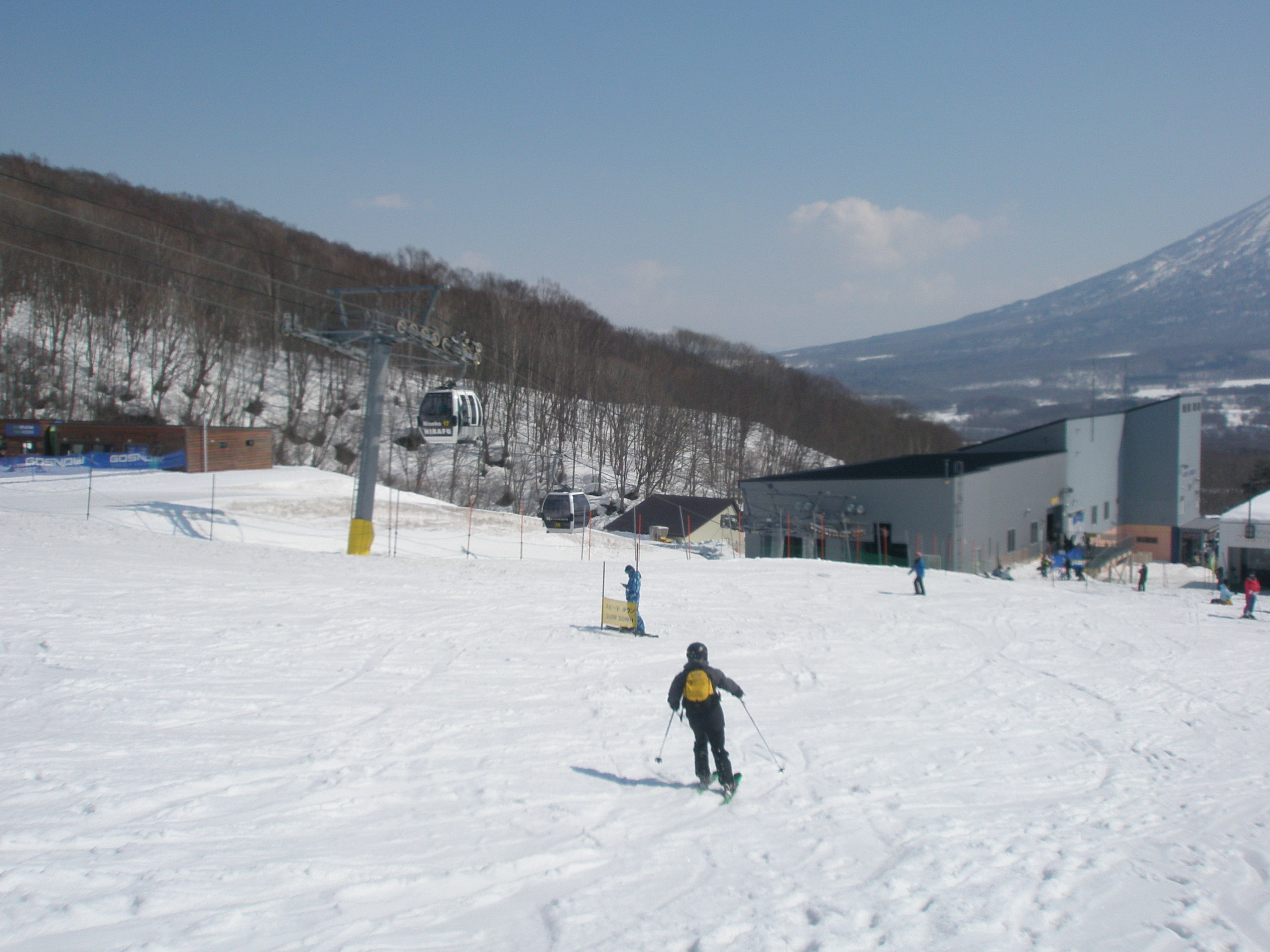
ヒラフゴンドラ（2019年3月撮影）
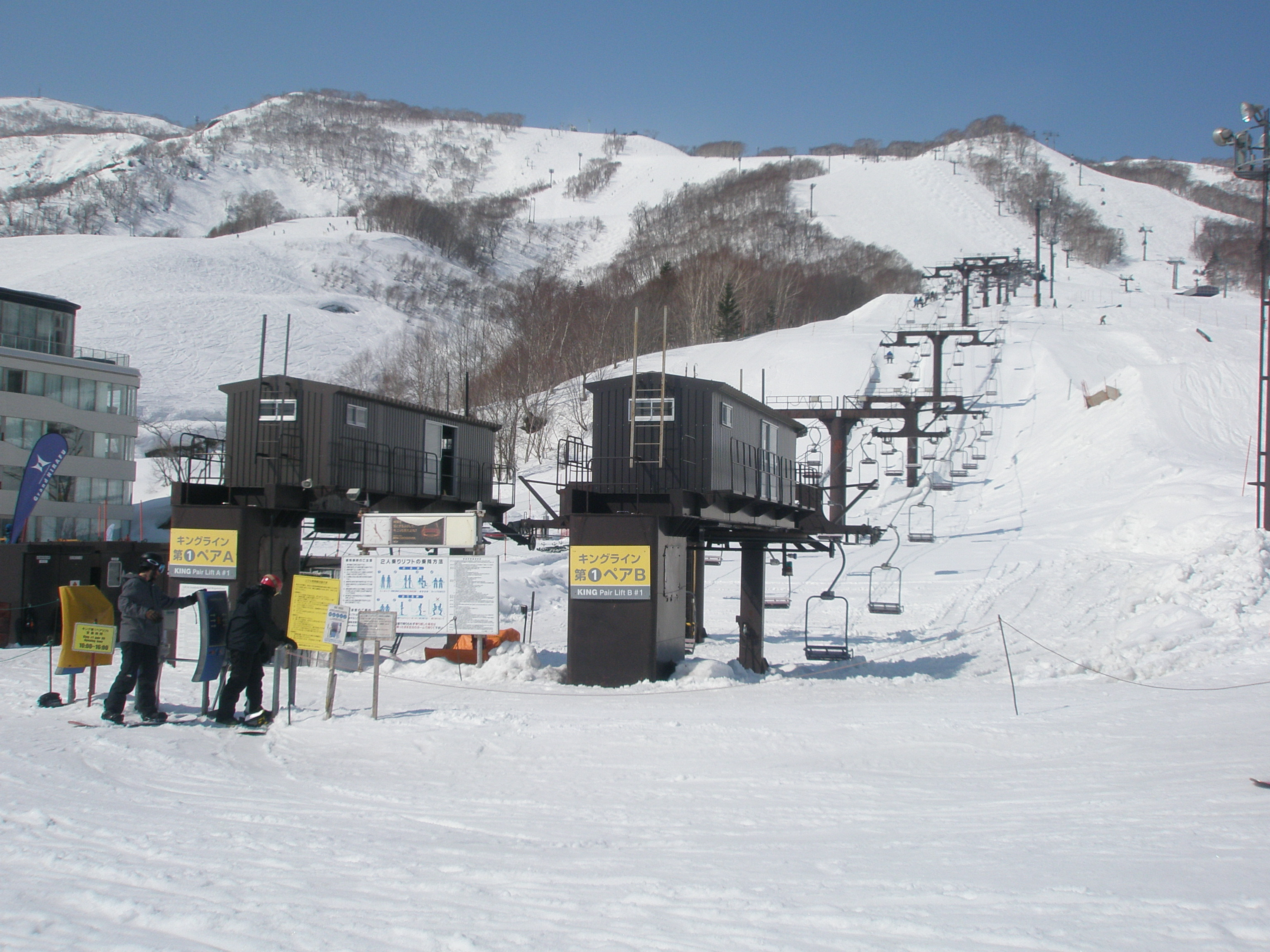
キング第1A線・B線ペア（2019年3月撮影）
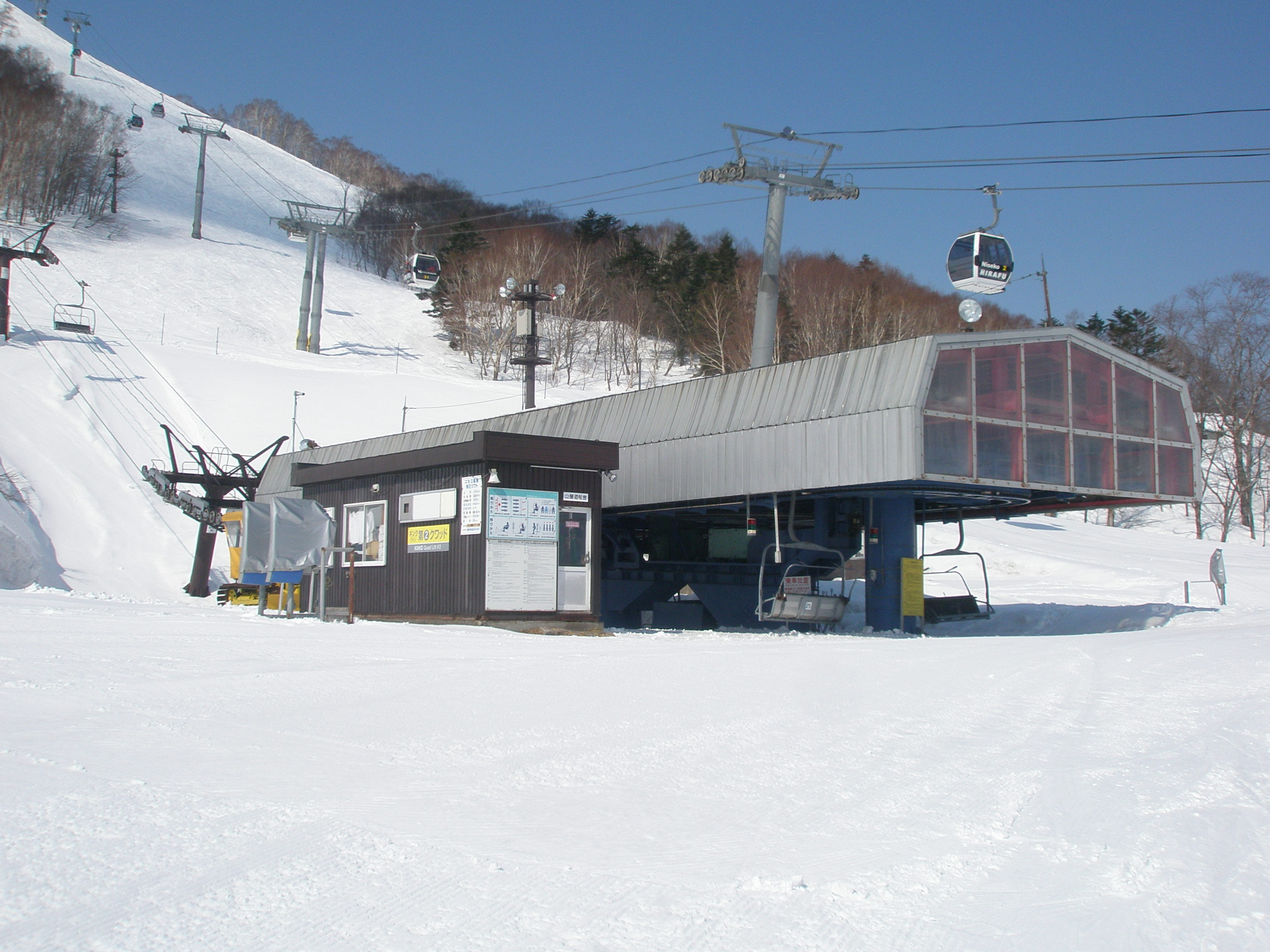
キング第2クワッド（2019年3月撮影）
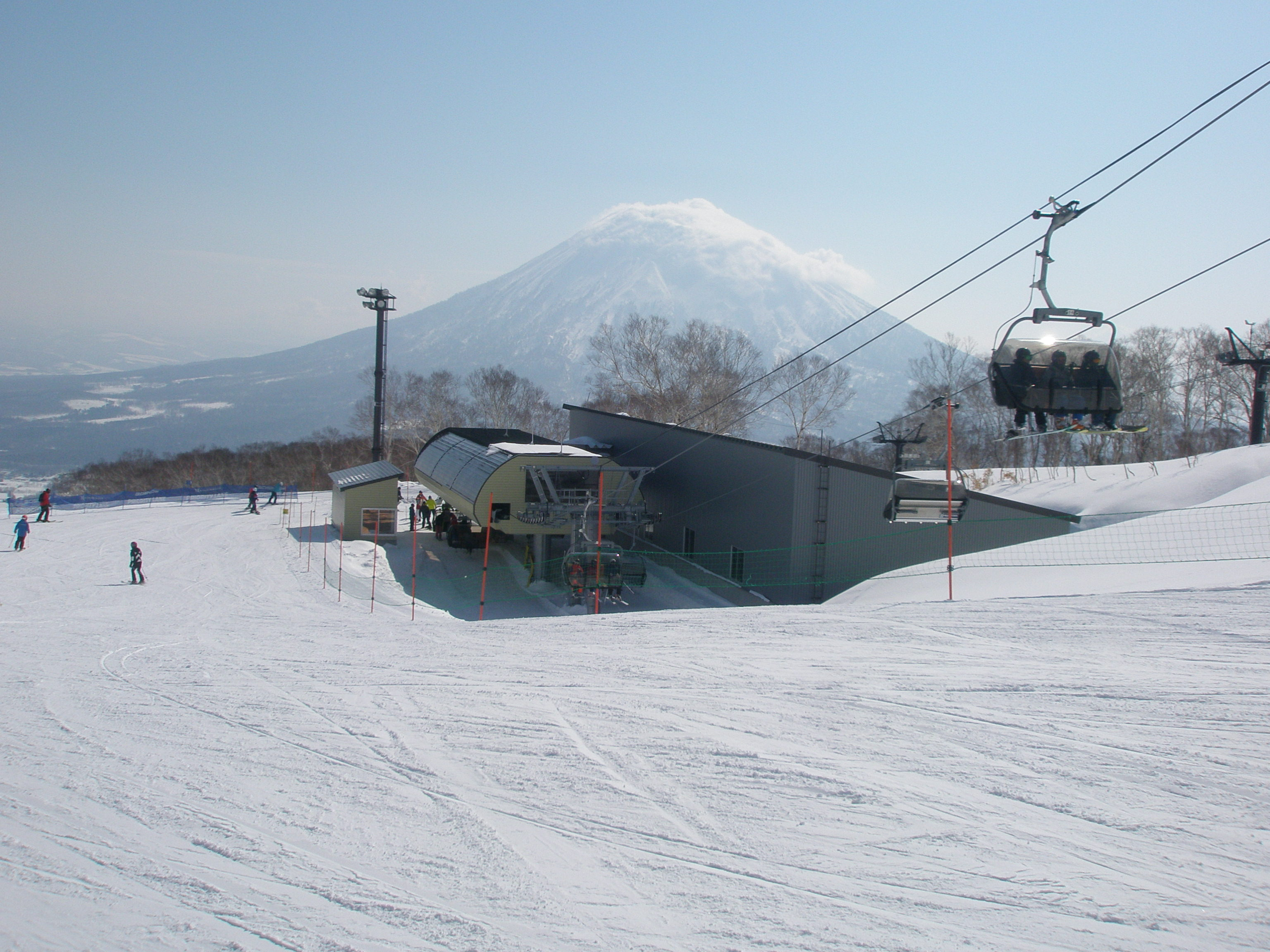
キング第3クワッド（2019年3月撮影）
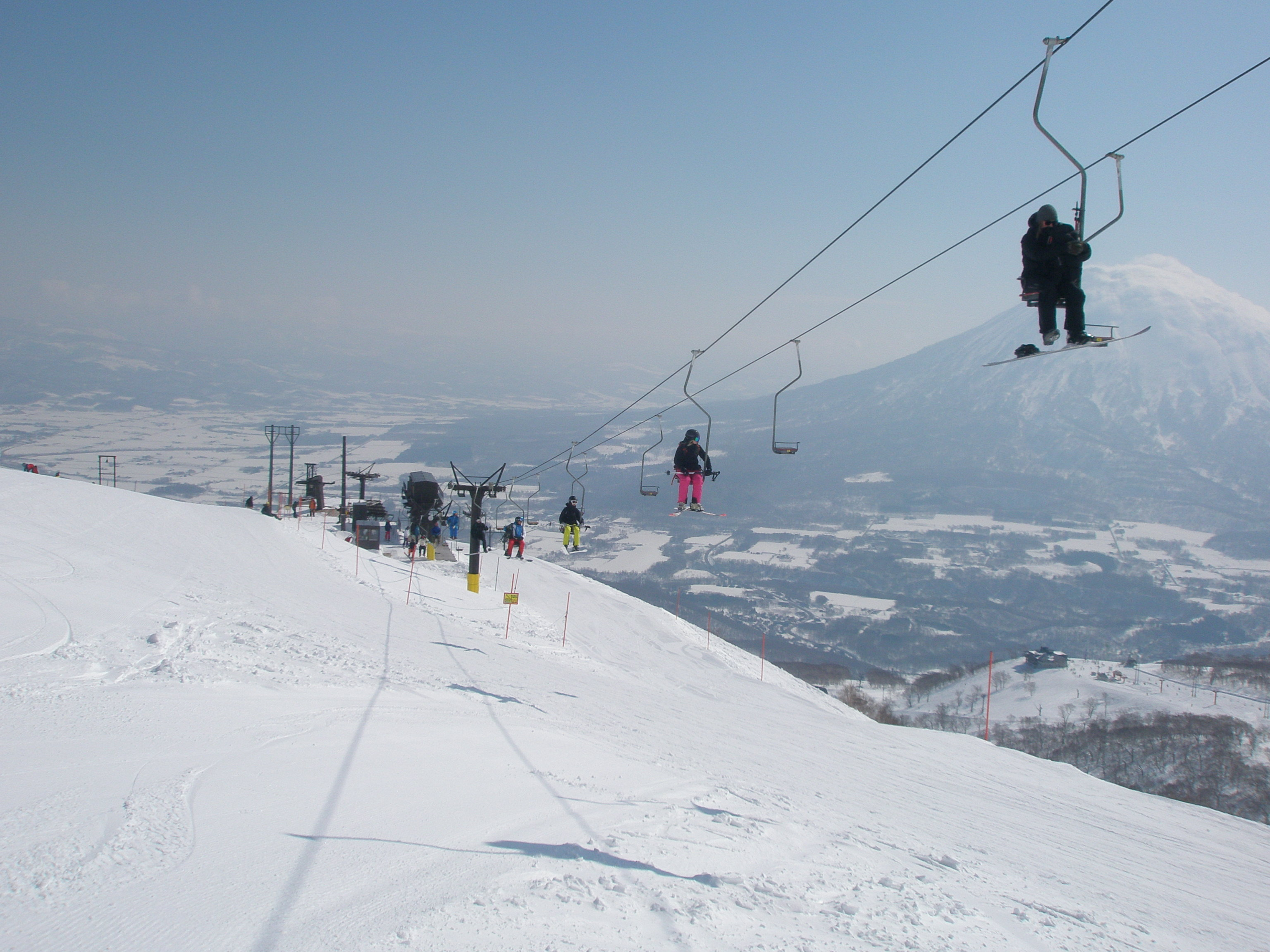
キング第4（2019年3月撮影）
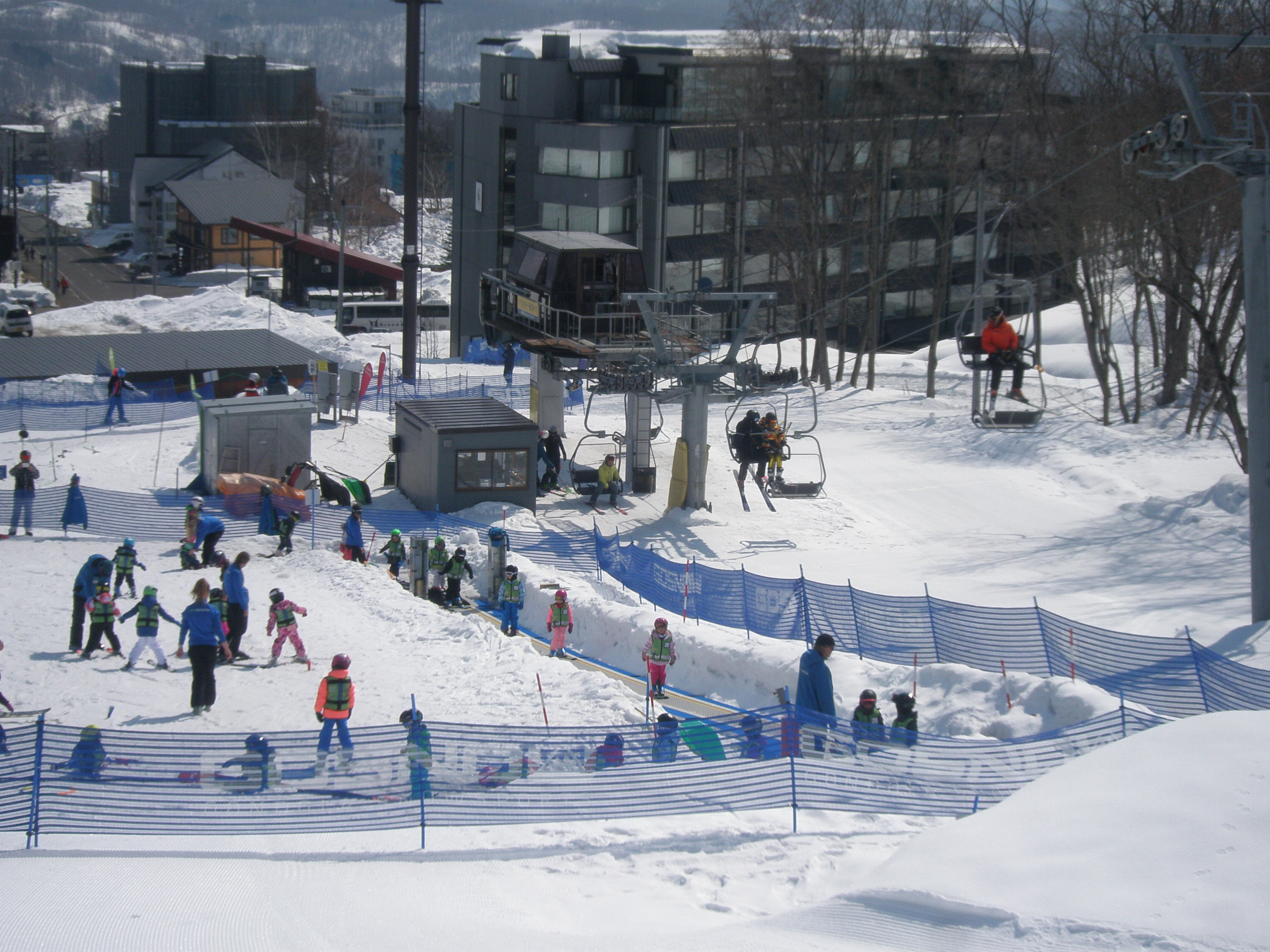
ホリデー第1ペアと、付近に設けられたキッズパーク中のマジックカーペット（2019年3月撮影）
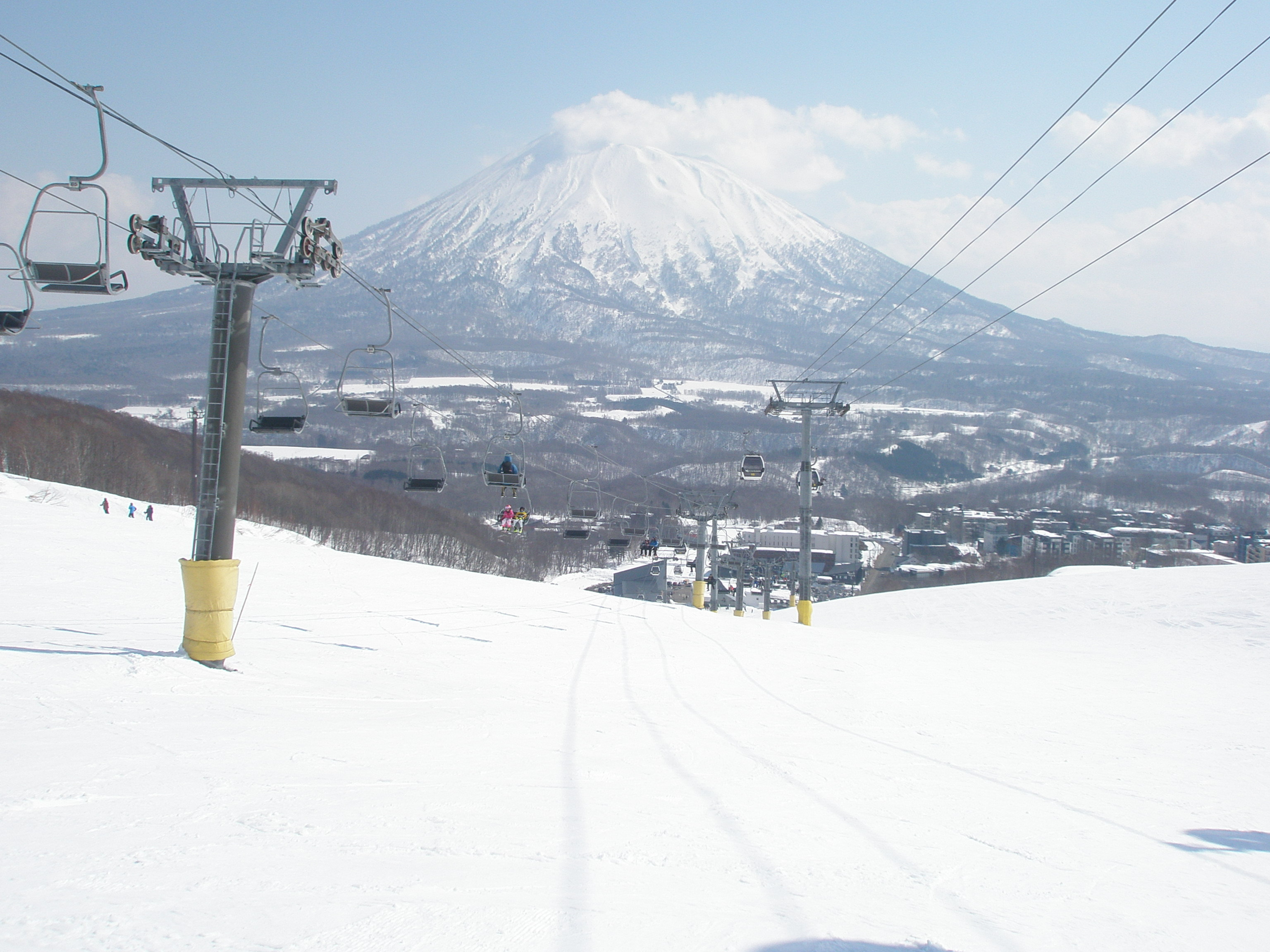
ヒラフゴンドラとホリデー第1ペアリフトとの交差（2019年3月撮影）
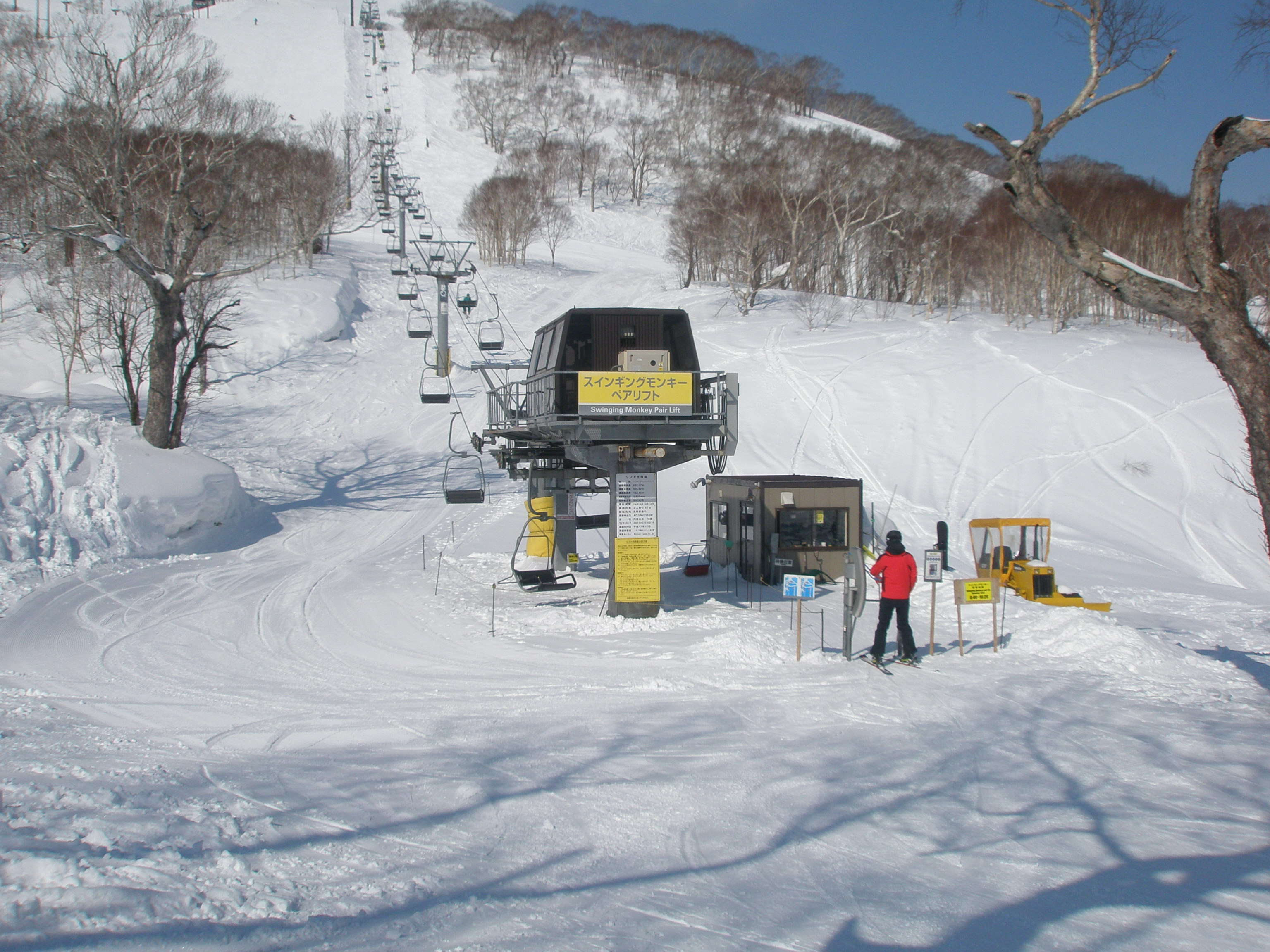
スインギングモンキー（2019年3月撮影）
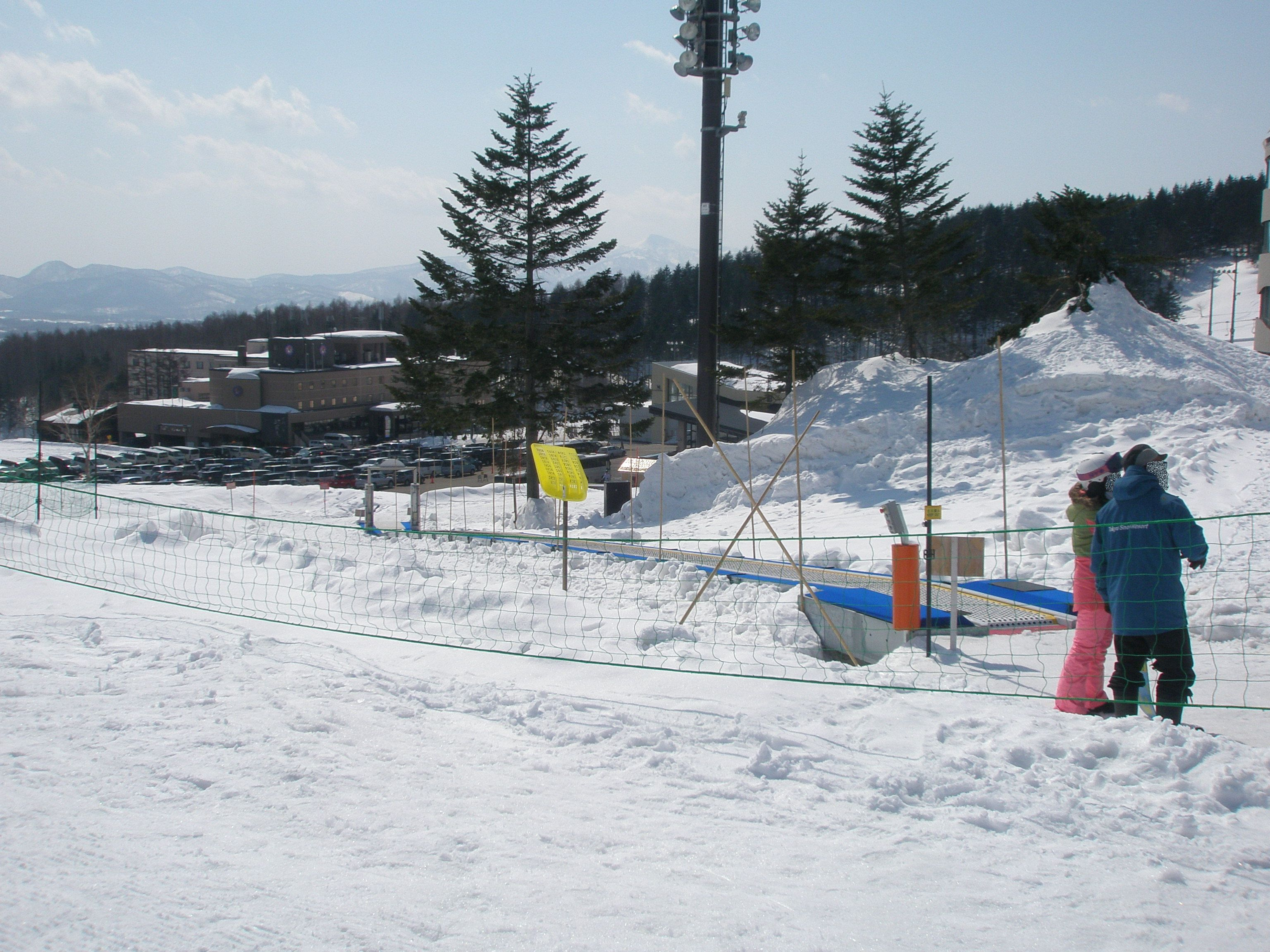
ひらふ第1駐車場とゲレンデの間に設けられたマジックカーペット（2019年3月撮影）
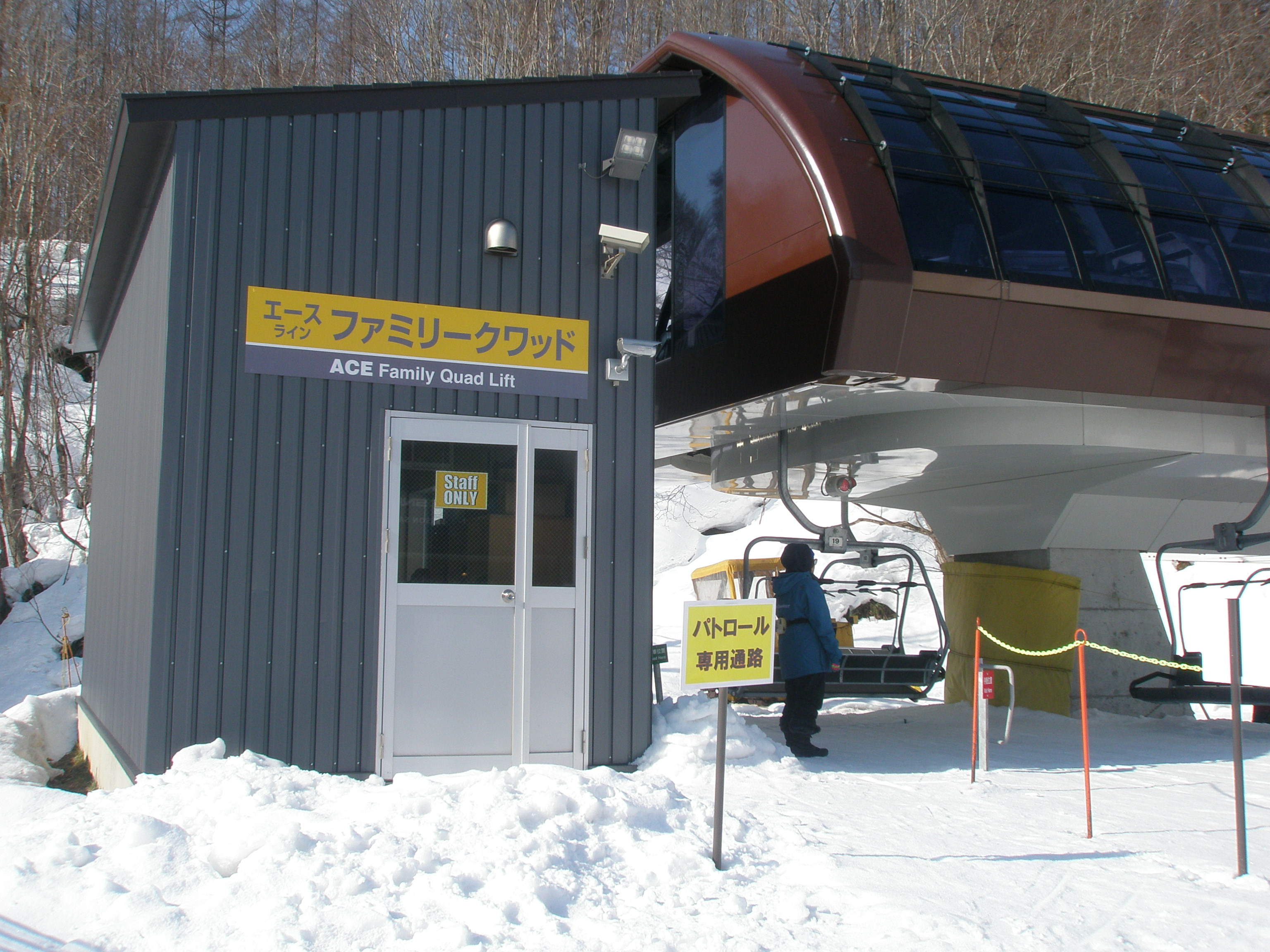
エースファミリークワッド-1（のりば付近、2019年3月撮影）
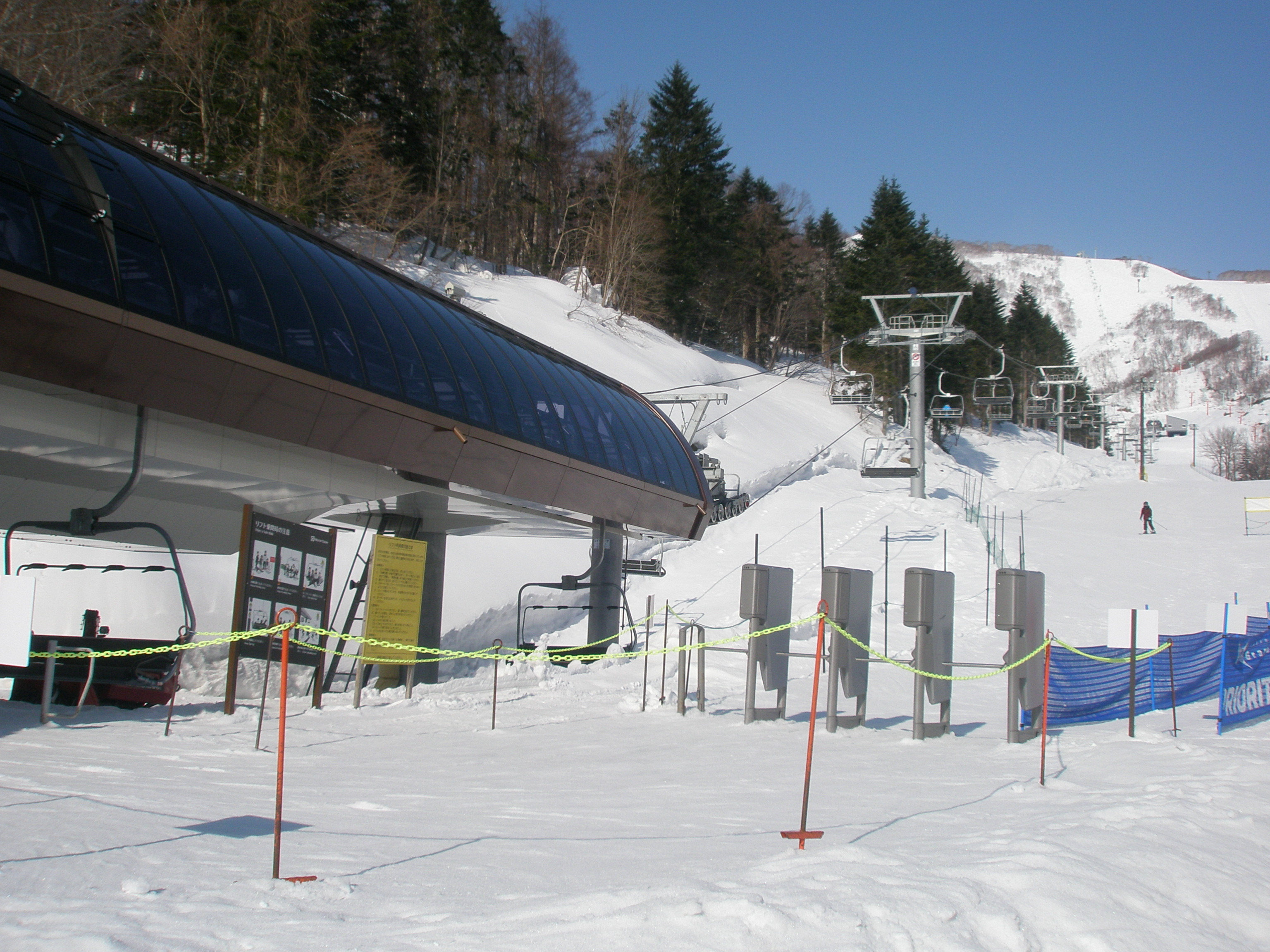
エースファミリークワッド-2（乗車停留場とリフト、2019年3月撮影）
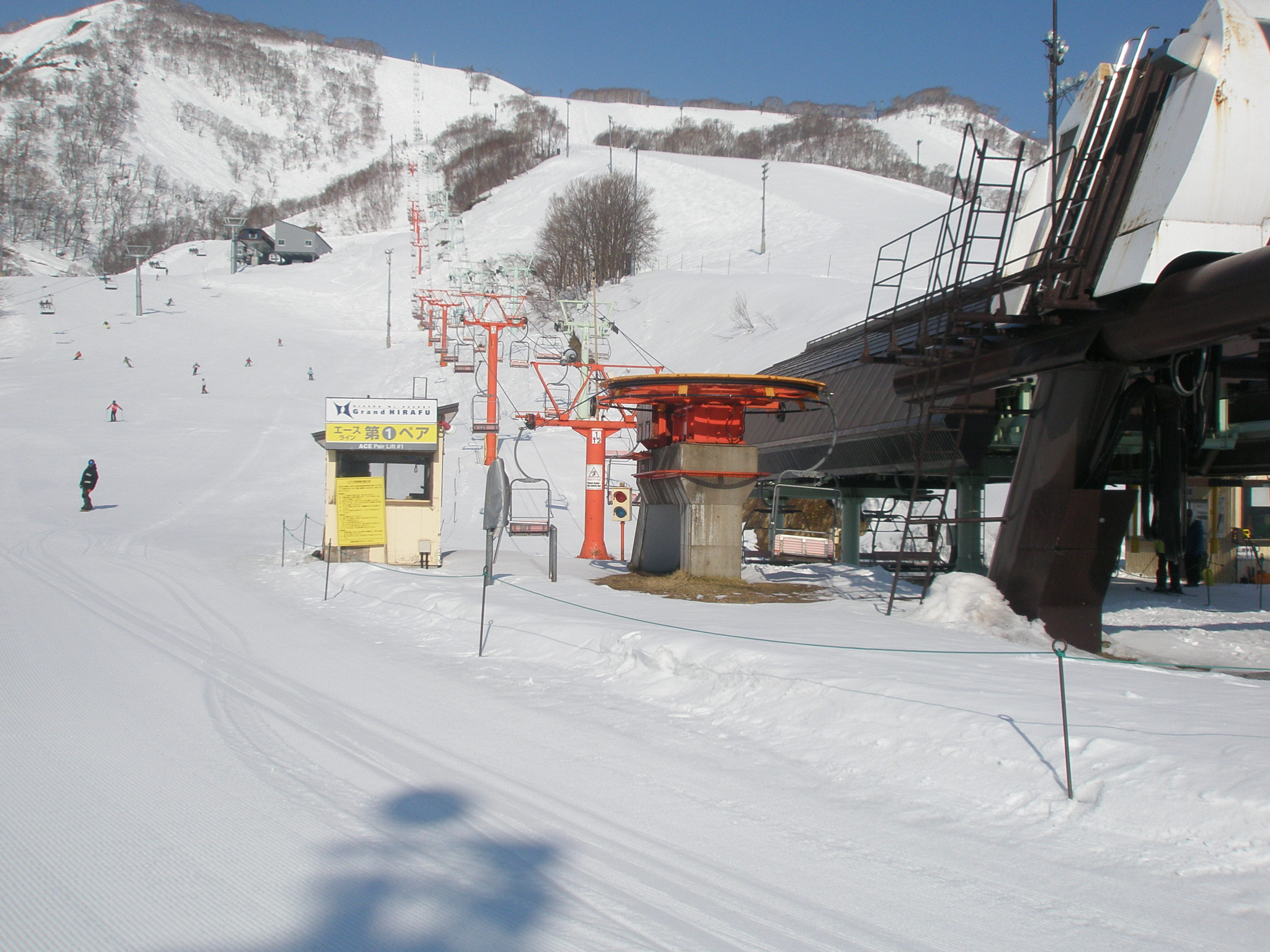
エース第1ペア（2019年3月撮影）
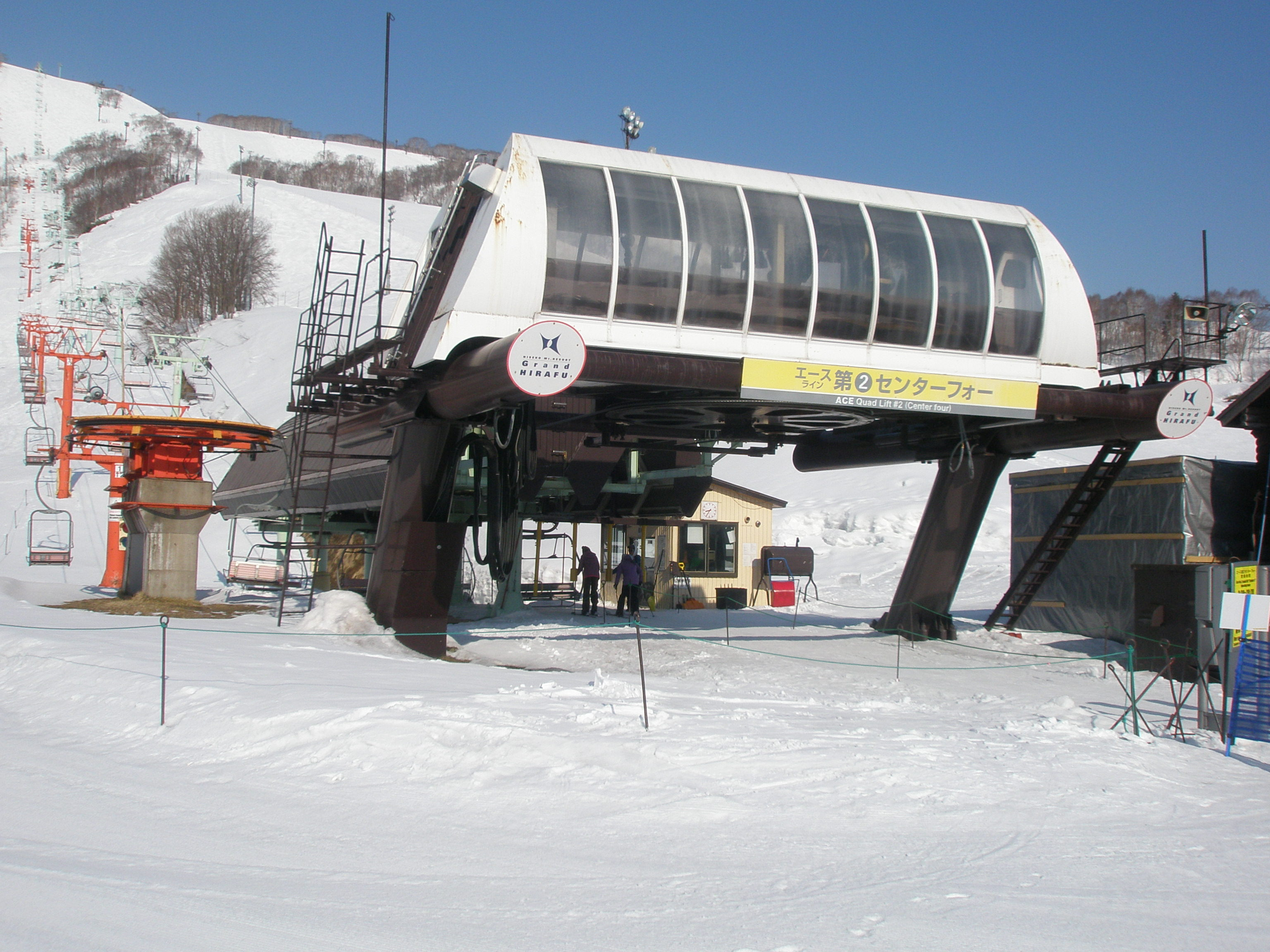
エース第2クワッド（センターフォー、2019年3月撮影）
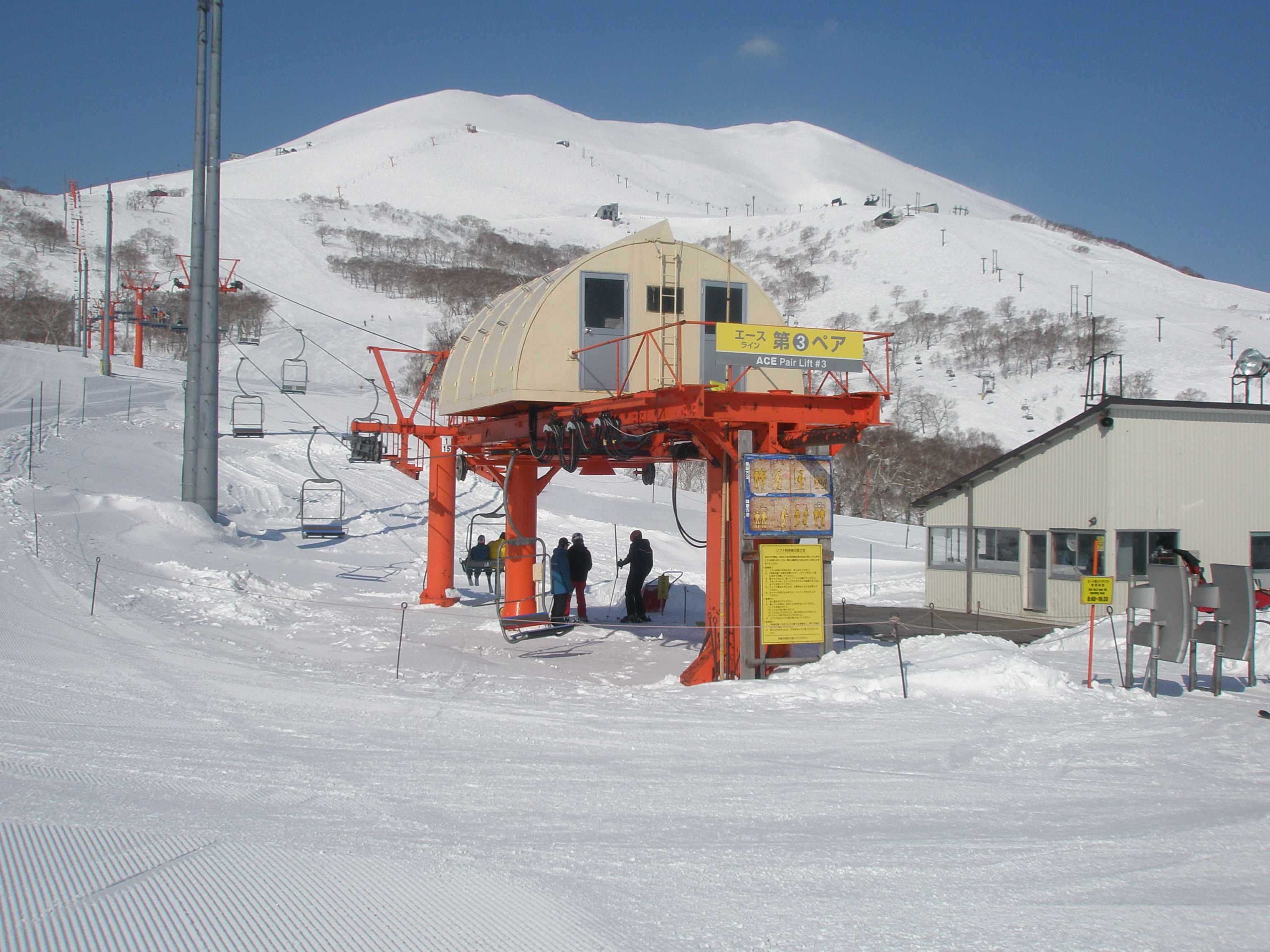
エース第3ペア（2019年3月撮影）
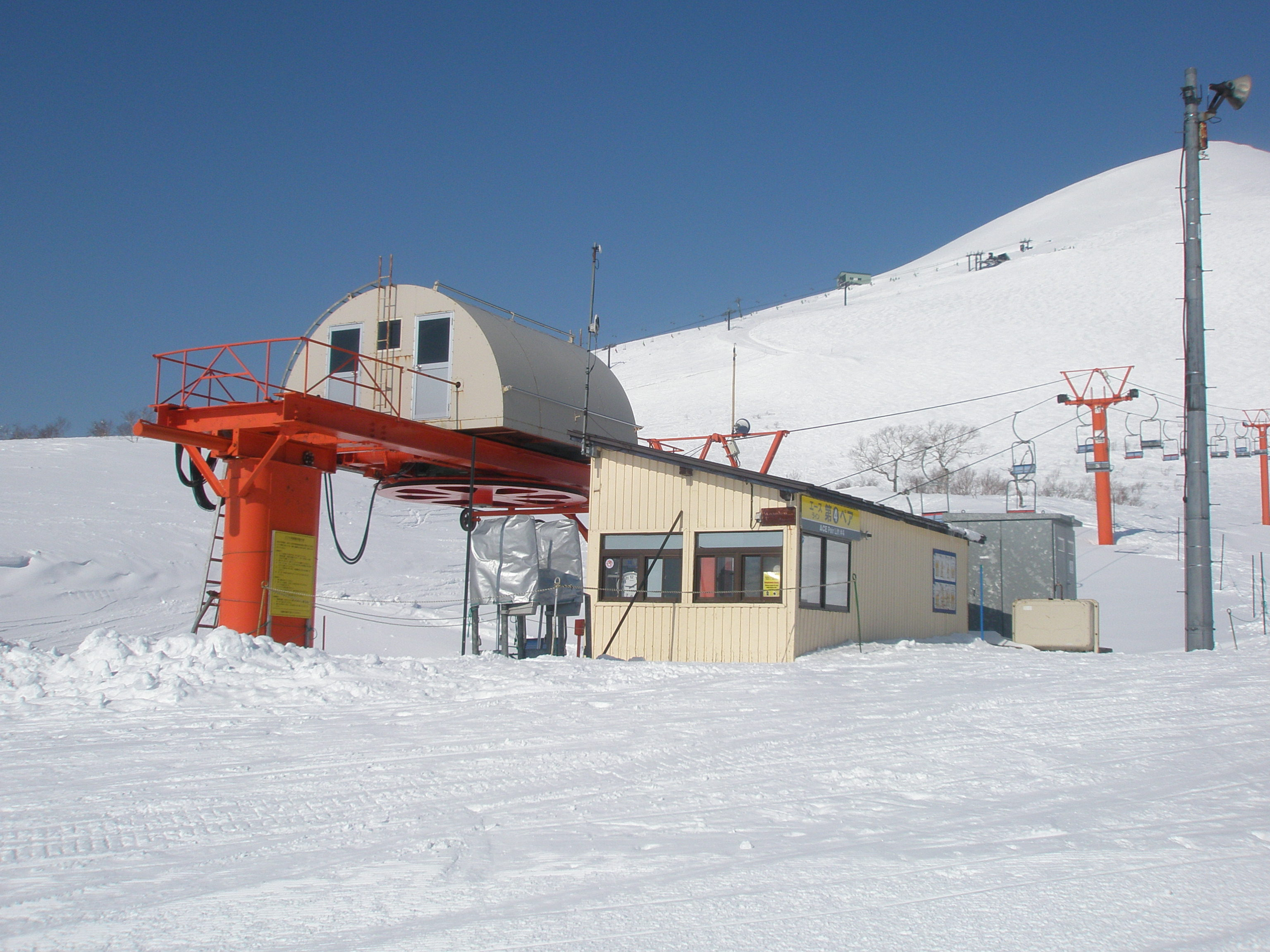
エース第4ペア（2019年3月撮影）

##### 休止・廃止したリフト
| リフト名                                 | 定員      | 路線長  | 運転速度    | 毎時輸送能力    | 建設年月 | フード | 最終営業年 | 廃止年    | 備考 |
| ---------------------------------------- | --------- | ------- | ----------- | --------------- | -------- | ------ | ---------- | --------- | --- |
| ニセコ高原第2A線                         | 1名       | 不明    | 不明        | 不明            | 1961年   | なし   | 不明       | 不明      | 1988年廃止、後にニセコ高原第2クワッド（現在のキング第2クワッド）に掛け替えられた |
| ニセコ高原第2B線                         | 2名       | 不明    | 不明        | 不明            | 1971年   | なし   | 不明       | 不明      | 同上 |
| ニセコ高原第3                            | 1名       | 不明    | 不明        | 不明            | 1967年   | なし   | 不明       | 不明      | |
| ニセコ高原第4A・B線（ホリデー第1A・B線） | 1名 ↓ 2名 | 不明    | 不明        | 不明            | 1970年   | なし   | 2007年     | 2007年    | 旧称：高原望羊リフト、1978年にペアリフト化、2007年にホリデー第１ペアに更新） |
| ニセコ高原第5（ホリデー第２？）          | 1名       | 999m    | 不明        | 不明            | 1973年   | なし   | 不明       | 2006年    | エース第3ペア降車停留場付近の1000mヒュッテ内に、かつて当該リフトで使われていたリフト支柱番号標の1枚が展示されている。ホリデーは第２が欠番となっており、位置的にこのリフトがホリデー第２であると推定される |
| ニセコ高原第6A線                         | 1名       | 不明    | 不明        | 不明            | 1972年   | なし   | 不明       | 不明      | ニセコ高原第6C線（後のキング第3トリプル、2016年4月廃止）が完成後、しばらく運行されていた後に廃止 |
| キング第3トリプル                        | 3名       | 1,186 m | 4.0 m/s     | 1,800名         | 1985年   | あり   | 2016年4月  | 2016年4月 | 旧称：ニセコ高原第6C線、2016年4月で廃止 |
| ニセコアルペン第1A線                     | 1名       | 不明    | 不明        | 不明            | 1965年   | なし   | 不明       | 不明      | アルペンセンターフォーリフト（後のエース第2クワッド）完成に伴い廃止 |
| ニセコアルペン第1B線                     | 1名       | 不明    | 不明        | 不明            | 1976年   | なし   | 不明       | 不明      | 同上 |
| エースファミリーペア                     | 2名       | 598 m   | 1.8 m/s     | 1,200名         | 1983年   | なし   | 2017年4月  | 2017年7月 | 旧称：ニセコアルペン第1D線、2017年7月で廃止 |
| ニセコアルペン第2A線                     | 1名       | 不明    | 不明        | 不明            | 1967年   | なし   | 不明       | 不明      | アルペンセンターフォーリフト（後のエース第2クワッド）完成に伴い廃止 |
| ニセコアルペン第2B線                     | 1名       | 不明    | 不明        | 不明            | 1977年   | なし   | 不明       | 不明      | 同上 |
| ニセコアルペン第3A線                     | 1名 ↓ 2名 | 約430 m | 1.8 m/s     | 600名 ↓ 1,200名 | 1971年   | なし   | 不明       | 2007年    | 後述参照 |
| ホリデー第3（休止中）                    | 1名       | 991m    | 1.6~1.8m/s? | 不明            | 1982年   | なし   | 不明       | 休止中    | 旧称：ニセコ高原第6B線、2009年あたりから休止中となっており、2016年にゲレンデマップから削除された、しかし、まだ稼働することは可能で、作業用として使用していると考えられる。                                |
| ヒラフゴンドラ（高原ゴンドラ）           | 4名       | 1878m   | 4.0m/s      | 1200名          | 1984年   |        | 2011年     | 2011年    | 2011年に８人乗りゴンドラへリニューアル、廃止後もセンターフォーのサマーゴンドラ営業の際に搬器が利用されていた。                                                                                            |
| エース第1ペア                            | 2名       | 627 m   | 1.6 m/s?    | 678名           | 1981年   | なし   | 2020年2月  | 2023年    | 旧称：ニセコアルペン第1C線、1987年に山頂が少し上部に延伸された。エースゴンドラ完成に伴い廃止 |
| エース第2クワッド（センターフォー）      | 4名       | 1,719 m | 4.0 m/s     | 1,800名         | 1985年   | なし   | 2024年4月  | 2024年4月 | 旧称のアルペンセンターフォーより、センターフォーが別名として残る。2024年のシーズン終了をもって、同路線の10人乗りゴンドラへ架け替え                                                                        |
| キング第３クワッド                       | ４名      | 1,356m  | 5.0m/s      | 2,400名         | 2016年   | あり   | 2025年3月  | 2025年3月 | 2016年にキング第３トリプルから架け替え、2025年3月31日をもって営業終了し、6人乗りフード付きクワッドに架け替えられる。電気設備等を他のリフト更新に流用予定。                                                |
| キング第２クワッド（休止中）             | 4名       | 1,139m  | 4.0m/s      | 1,920名         | 1988年   | なし   | 2020年1月  | 休止中    | コロナ禍で運休して以降、再開せずにそのまま休止 2024-2025シーズンより、ゲレンデマップから削除された。 |

ニセコアルペン第3A線リフトは当初1線のみのシングルリフト（アルペン第3リフトと呼称）として運行が開始され、後に平行してペアリフト（第3B線）が増設され、A・Bの2線体制での運用となる。その後1987年に滑車を増強し、搬器をペアリフトに換装してしばらくの間運用されていたが、後に廃止となり、現在は第3B線がエース第3ペアと名称変更して運用されている。

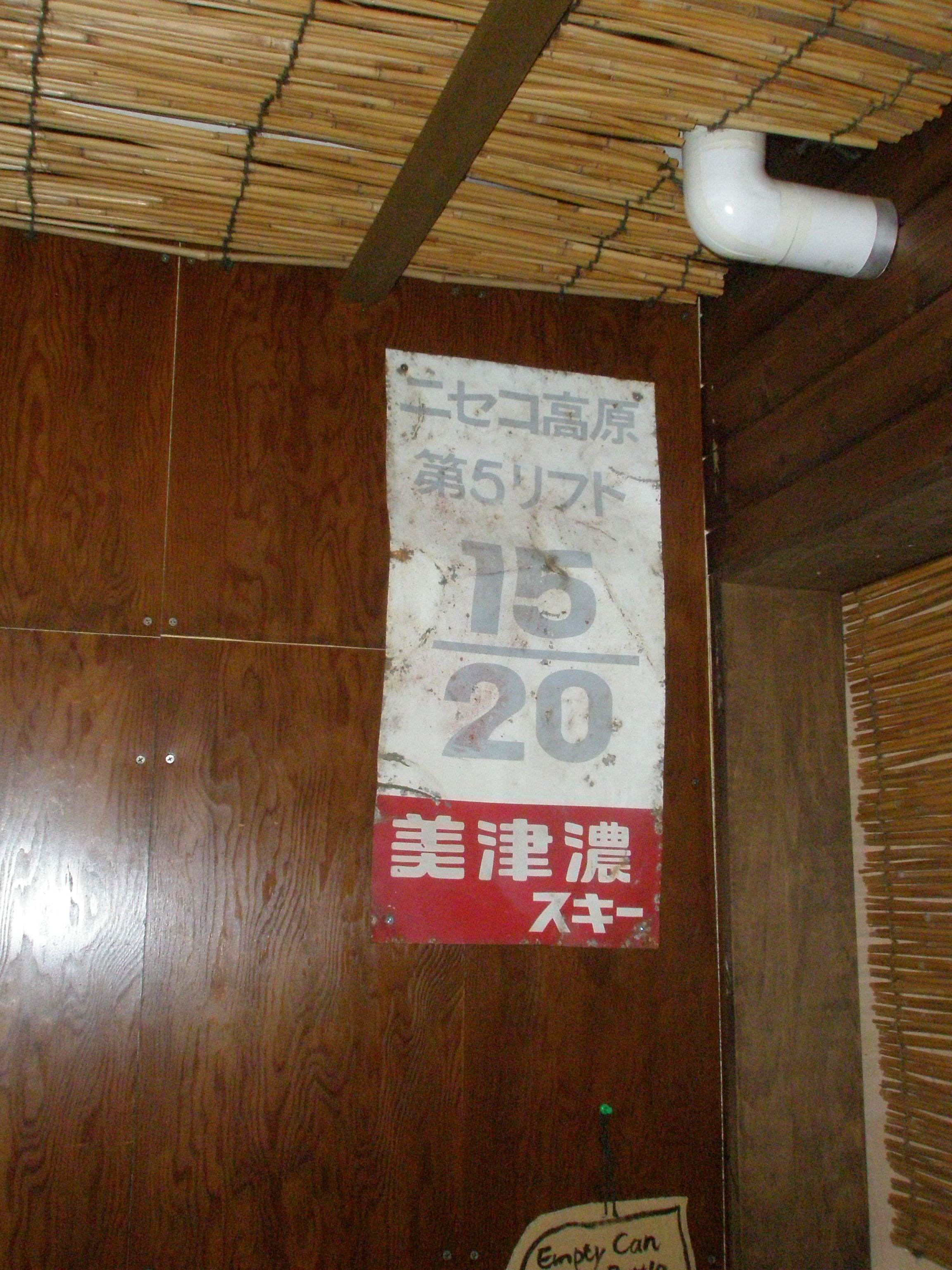
旧・ニセコ高原第5リフトの支柱に取り付けられていた支柱番号標（1000mヒュッテ内にて、2019年3月撮影）
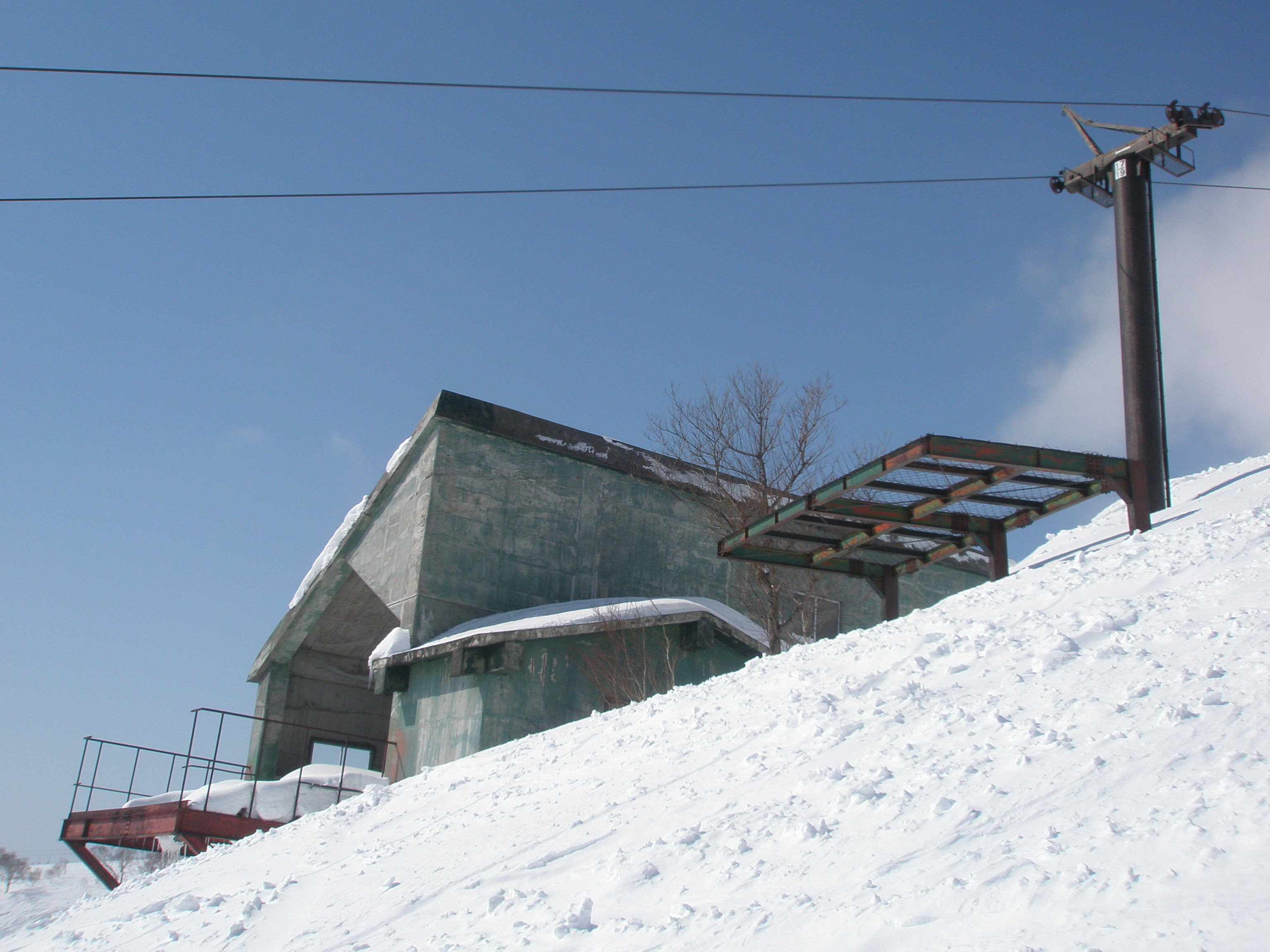
旧・ニセコ高原第6A線リフト降車停留場建屋の遺構（2019年3月撮影）
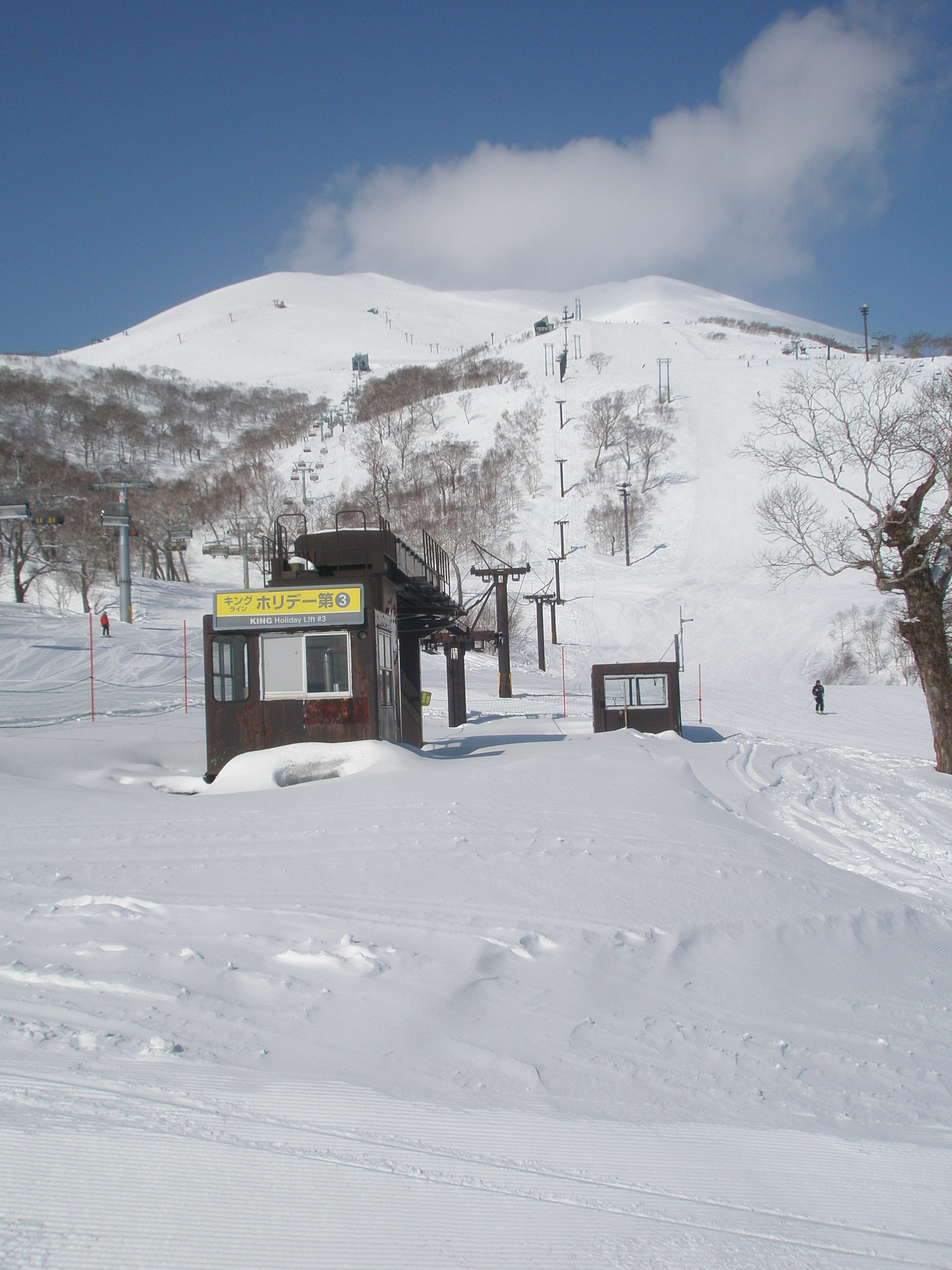
旧・キングホリデー第3リフト（旧称：ニセコ高原第6B線リフト、2019年3月撮影）
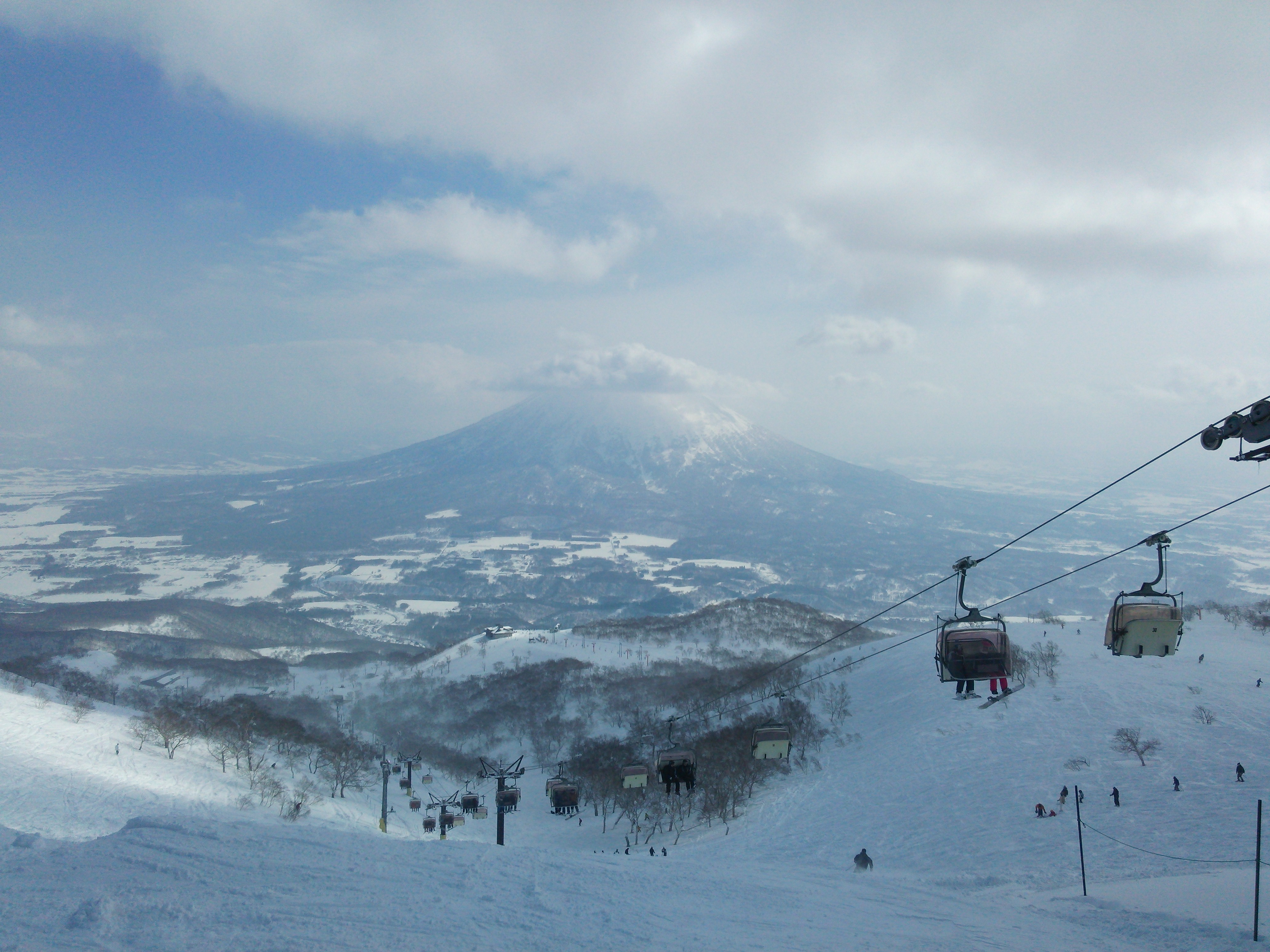
かつて設置されていた屋根（フード）付きトリプルリフト「キング第3トリプル」（旧称：ニセコ高原第6C線、2014年3月撮影）
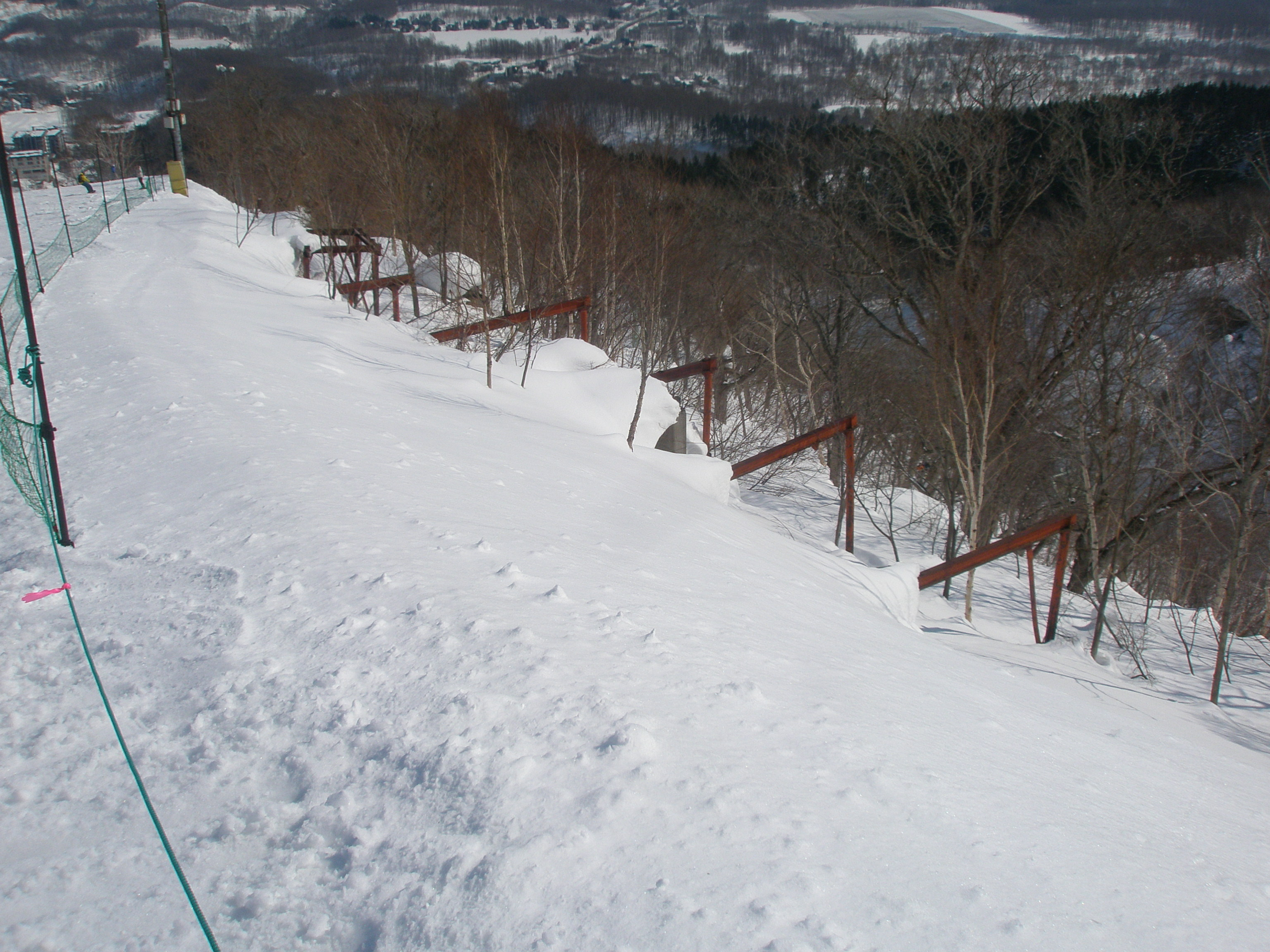
旧・ニセコアルペン第1リフト降車停留場と同第2リフト乗車停留場の遺構（2019年3月撮影）
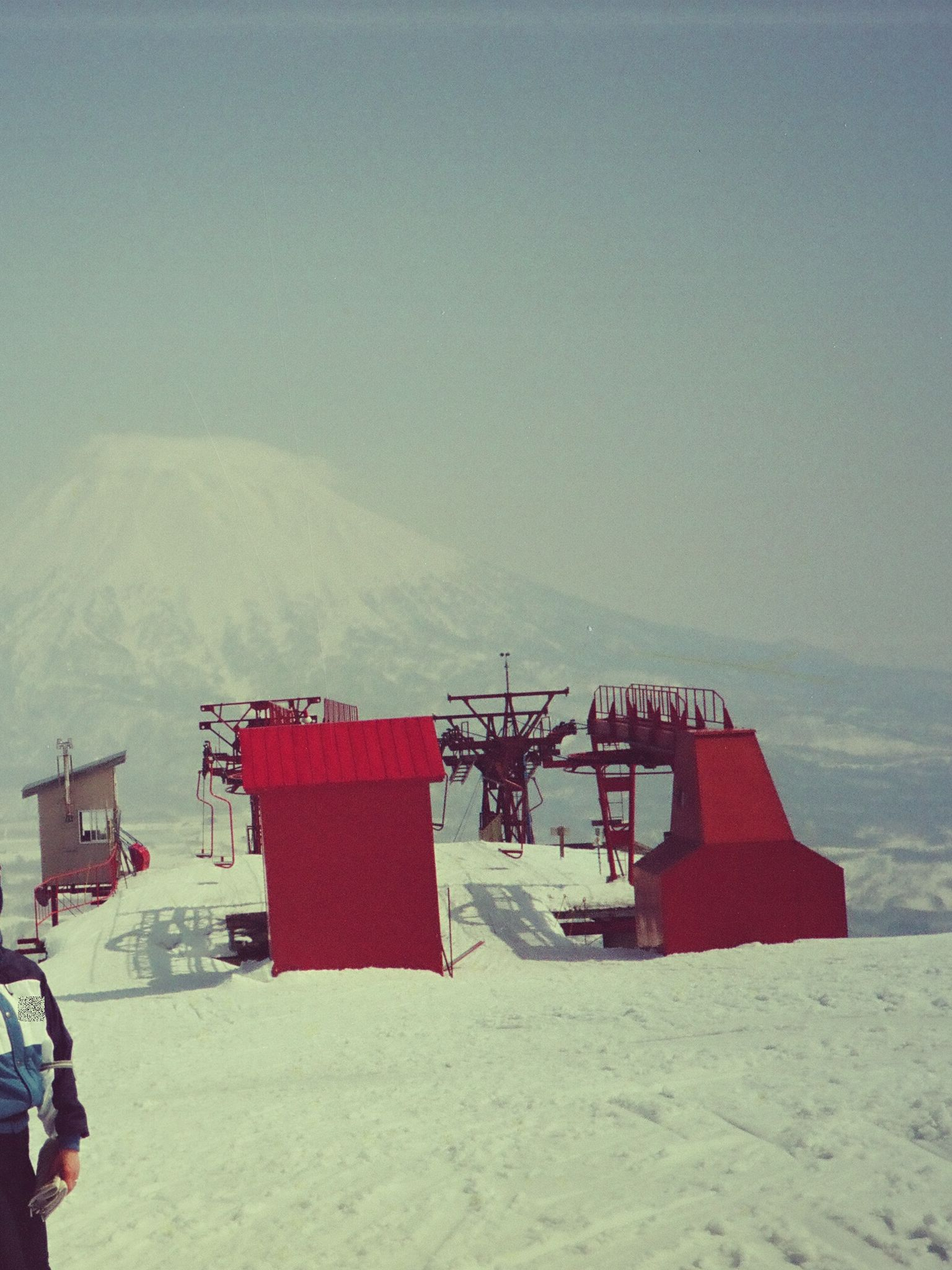
1986年当時、スキー場名がニセコ国際ひらふアルペンと呼ばれていた頃のアルペン第2A線・B線リフト降車停留場、現在は残っていない（1986年撮影）
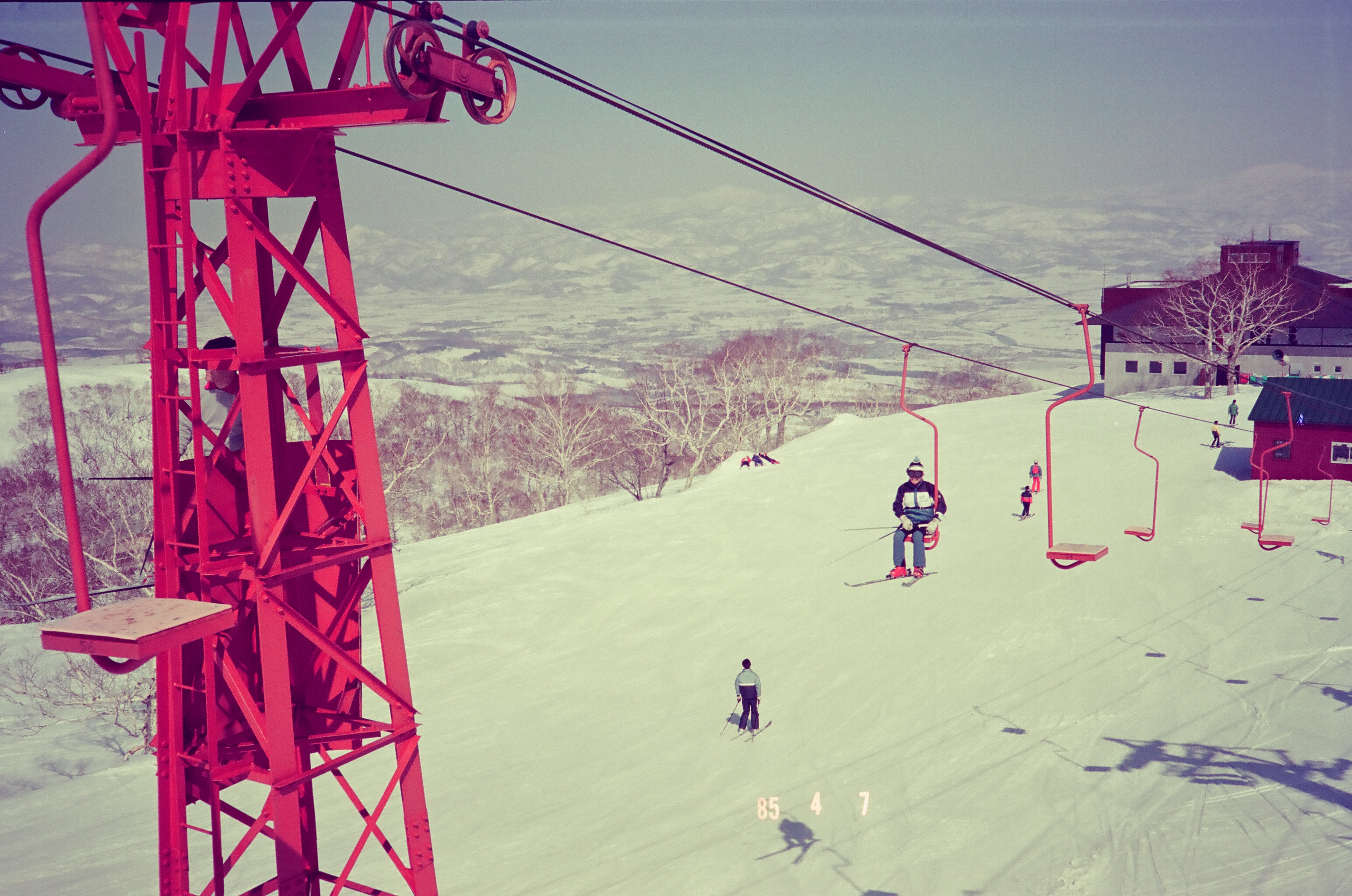
1985年当時、スキー場名がニセコ国際ひらふアルペンと呼ばれていた頃のアルペン第3A線リフト（1985年4月撮影）
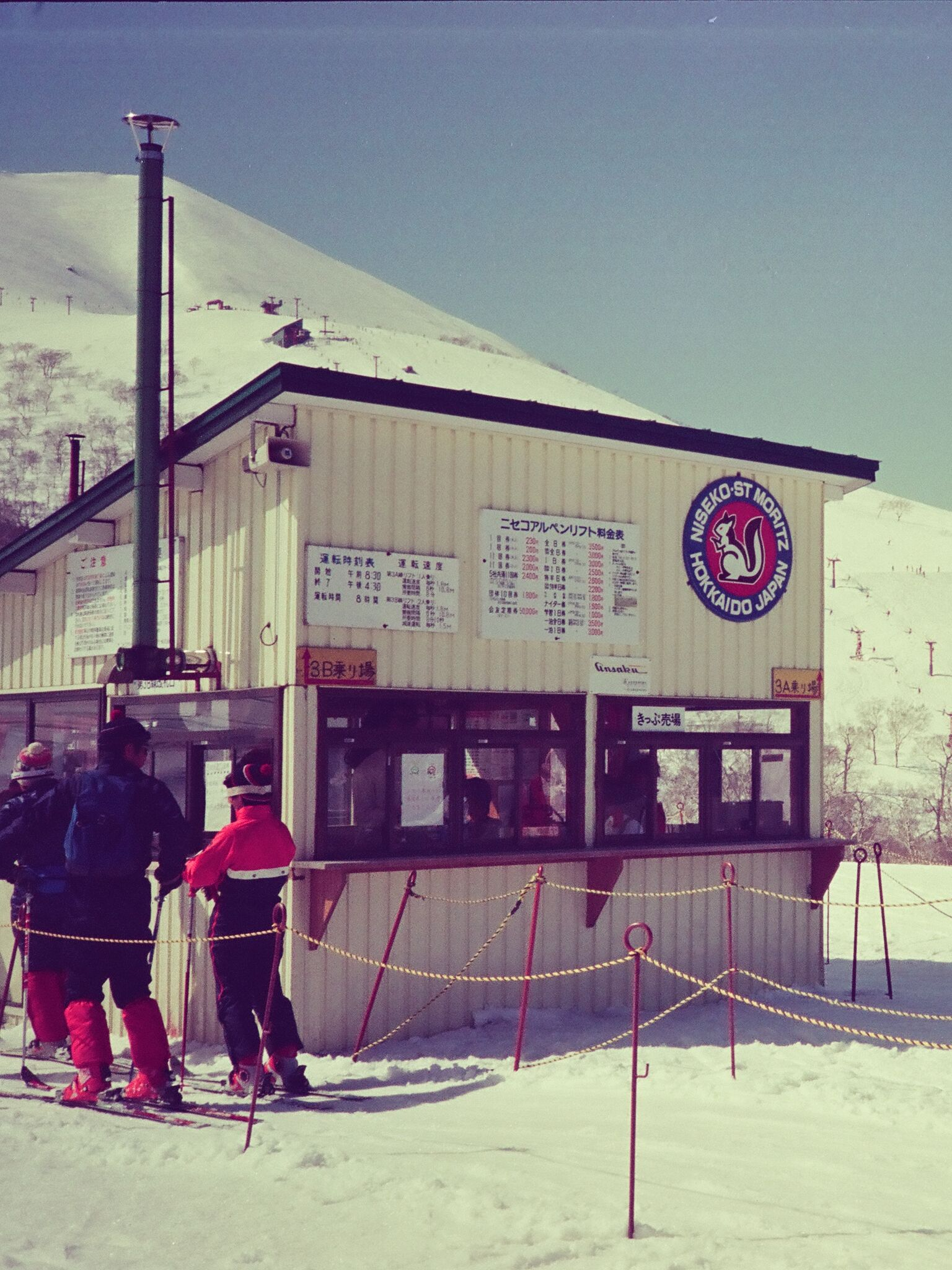
当時、スキー場名がニセコ国際ひらふアルペンと呼ばれていた頃のアルペン第3A線・B線リフト改札口兼きっぷ売り場、後にB線リフトのみが残されて現在はエース第3ペアリフトとなっている（1985年4月撮影）

### スキーセンター・レストハウス・ヒュッテ
マウンテンセンター
- 〈1F〉チケットカウンター、インフォメーション、マウンテンセンターショップ、HIRAFU MARCHE（ヒラフマルシェ）
- 〈2F〉レストラン&カフェ「タンタ・アン」、ニセコ高橋牧場（タンタ・アン内）

マウンテンセンターアネックス
- 〈1F〉GOSNOWスノースクール（英語のみで行われるスキー・スノーボードスクール[42]）受付、更衣室、コインロッカー、喫煙所
- 〈2F〉ニセコ東急 グラン・ヒラフ レンタル アネックス店

2019年（令和元年）に、先に開業したマウンテンセンターと合わせてスキー場利用客の利便性向上を目的に建設・開業した。
.Base
- 〈1F〉チケットカウンター、インフォメーション、ニセコ東急 グラン・ヒラフ レンタル .Base店、更衣室
- 〈2F〉ニセコ東急グラン・ヒラフスキースクール、無料休憩所、BASE MOUNTAIN KIOSK（カフェ）

レストハウス エースヒル
- レストラン、レストハウスエースヒル売店

前身は1972年（昭和47年）に同場所付近にて建設されたアルペン825ヒュッテで、ヒュッテ設置場所の標高が825mである事に由来する。後にアルペンセンターヒュッテという名称で現在の建物に建て替えられ、ニセコマウンテンリゾート グラン・ヒラフへの改称時に現在の名称となった。
ヒュッテ キングベル
- レストラン、北からの贈り物（アイスクリームショップ）、ヒュッテキングベル ショップ

前身は1972年（昭和47年）に同場所付近にて建設されたニセコ高原ヒュッテで、後の1983年（昭和58年）に着工して現在の建物となったものが見晴台ヒュッテという名称で1988年（昭和63年）にオープンし、ニセコマウンテンリゾート グラン・ヒラフへの改称時に現在の名称となった。

レストハウス エースヒルの前身となるアルペン825ヒュッテと同じく1972年（昭和47年）に建設された。なお、2019 - 2020シーズンより休業中で、公式ウェブサイトからも記載が外されている。

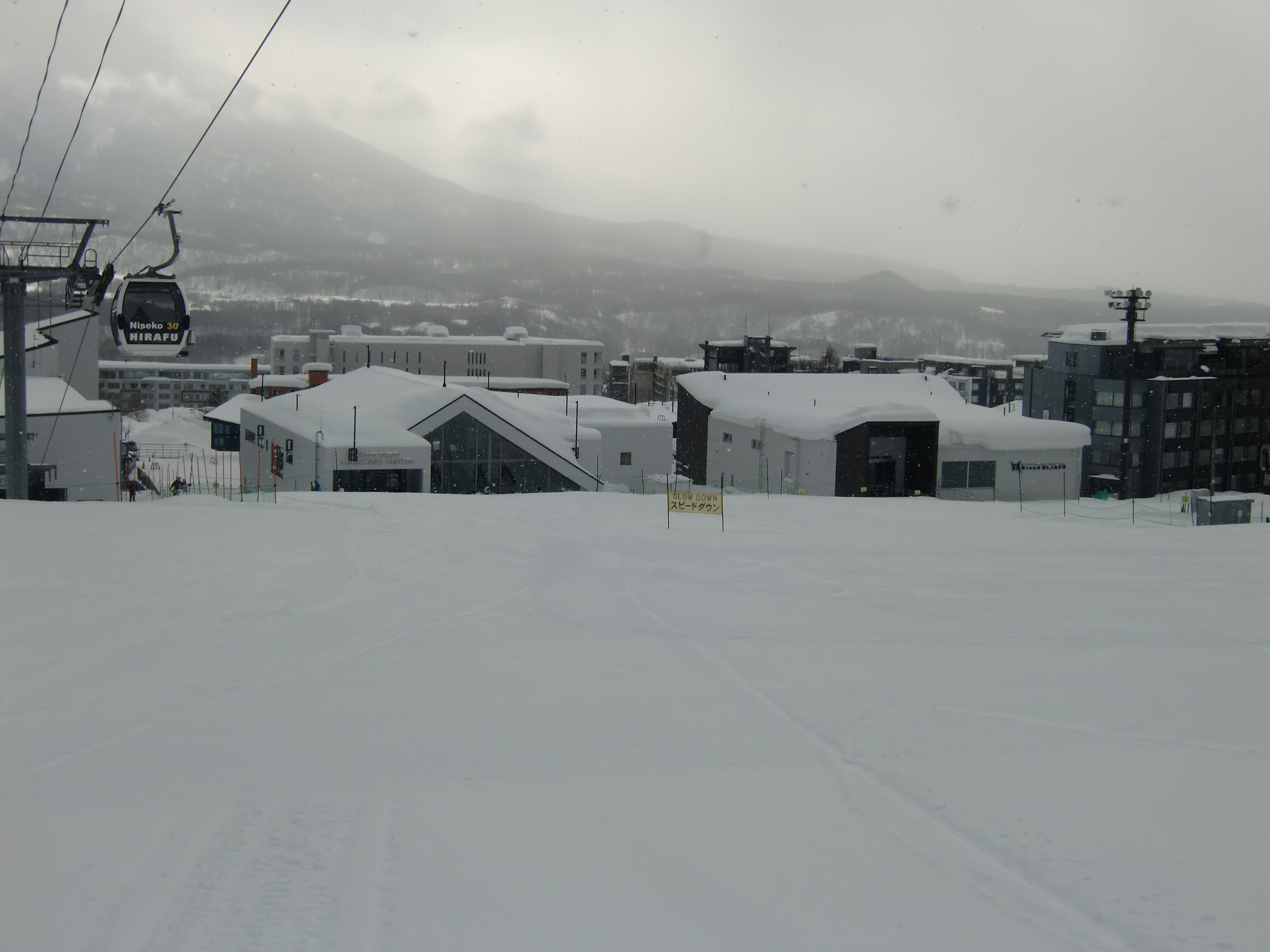
マウンテンセンター（左）とマウンテンセンターアネックス（右）（2022年3月）
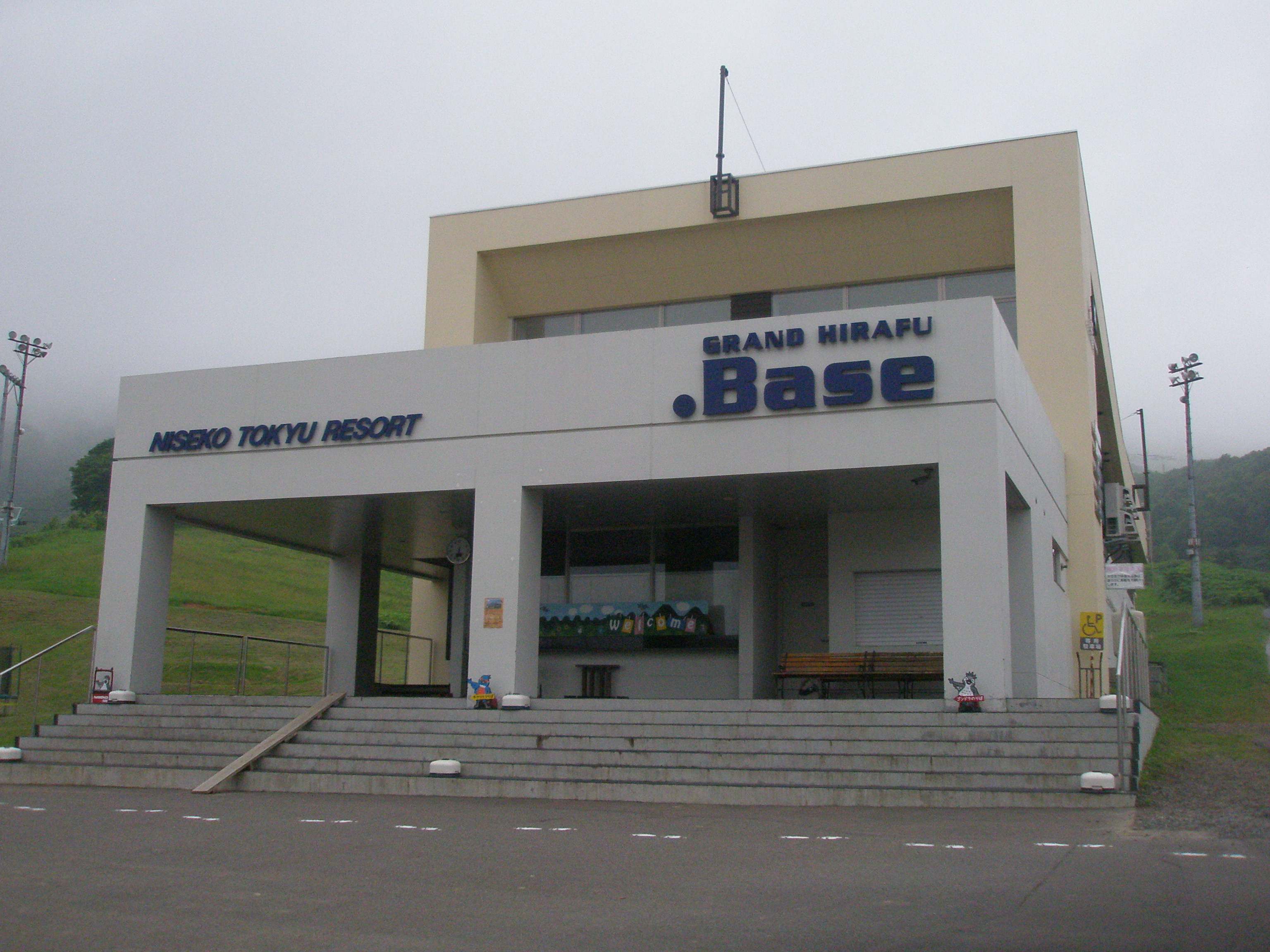
.Base外観（2018年7月）
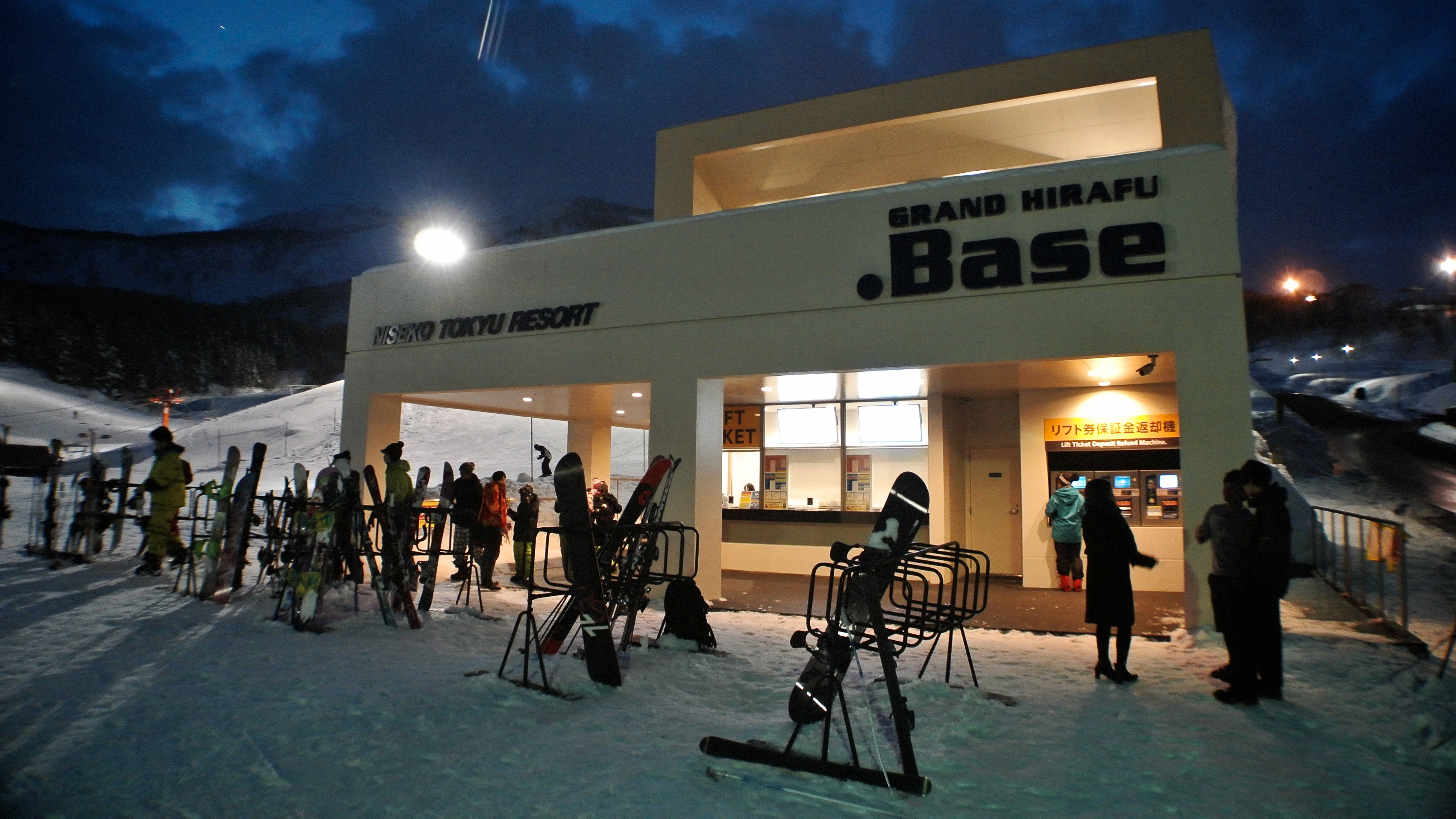
夜の.Base外観（2015年3月）
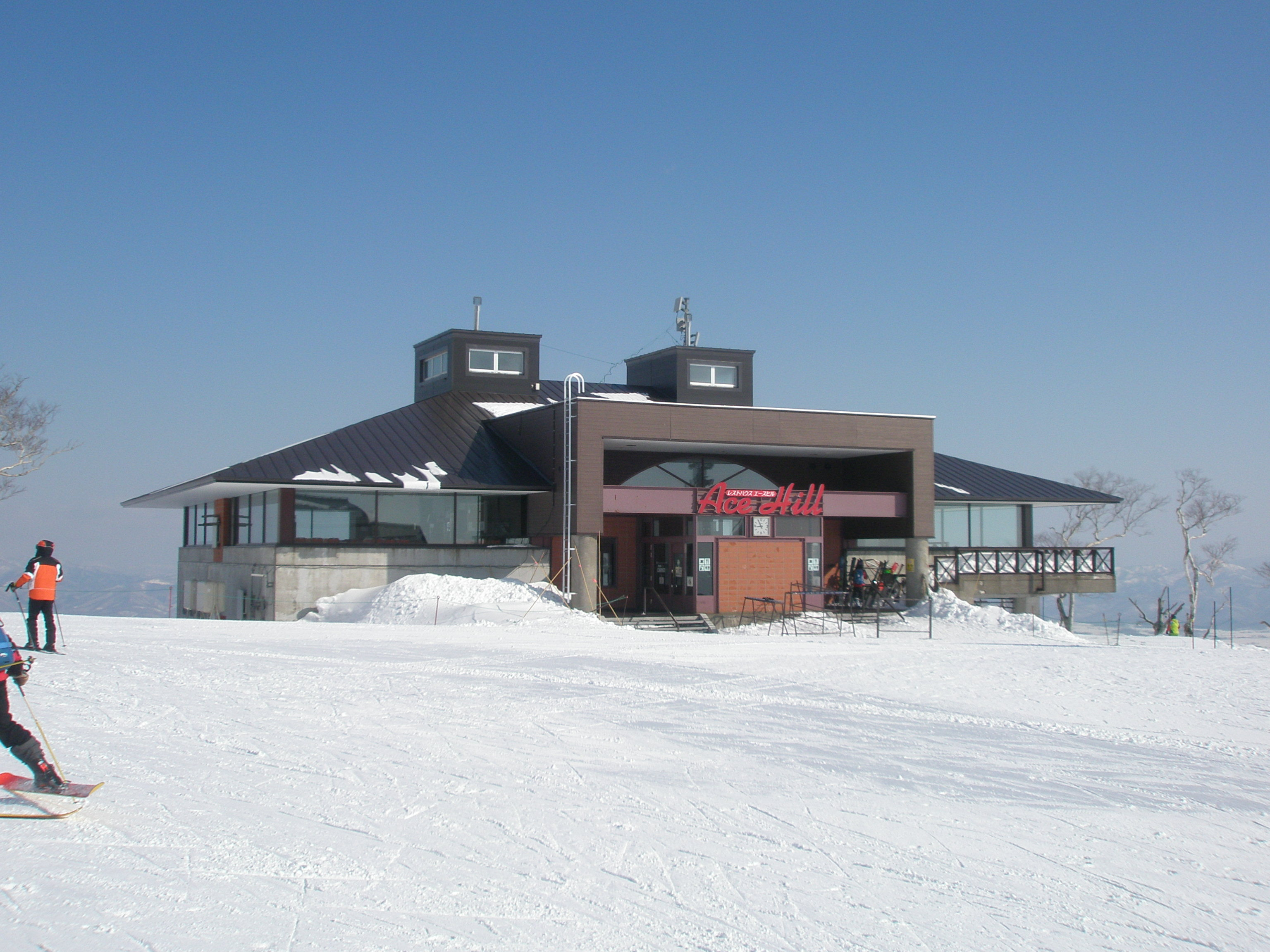
レストハウス エースヒル（2019年3月）
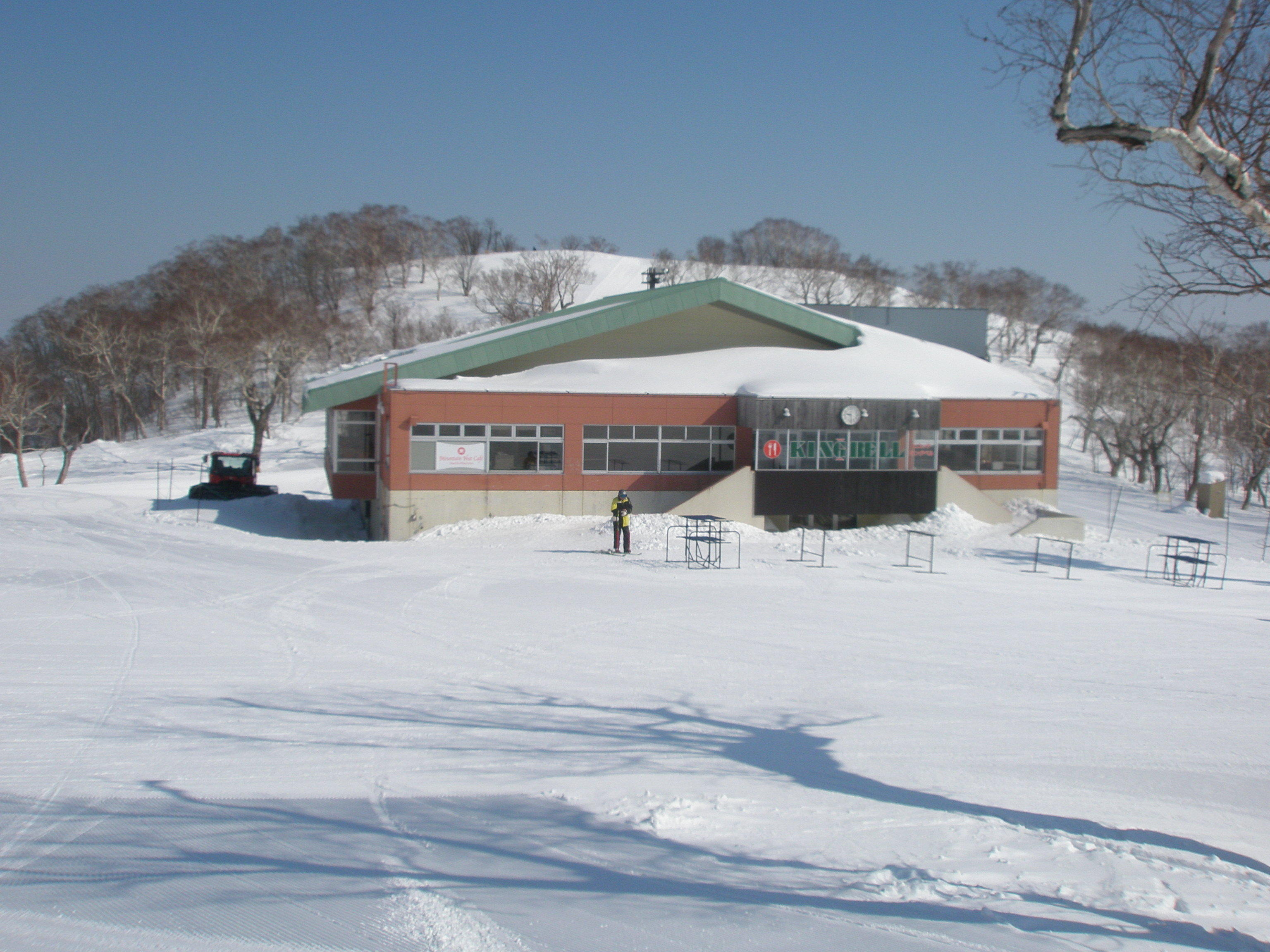
ヒュッテ キングベル（2019年3月）
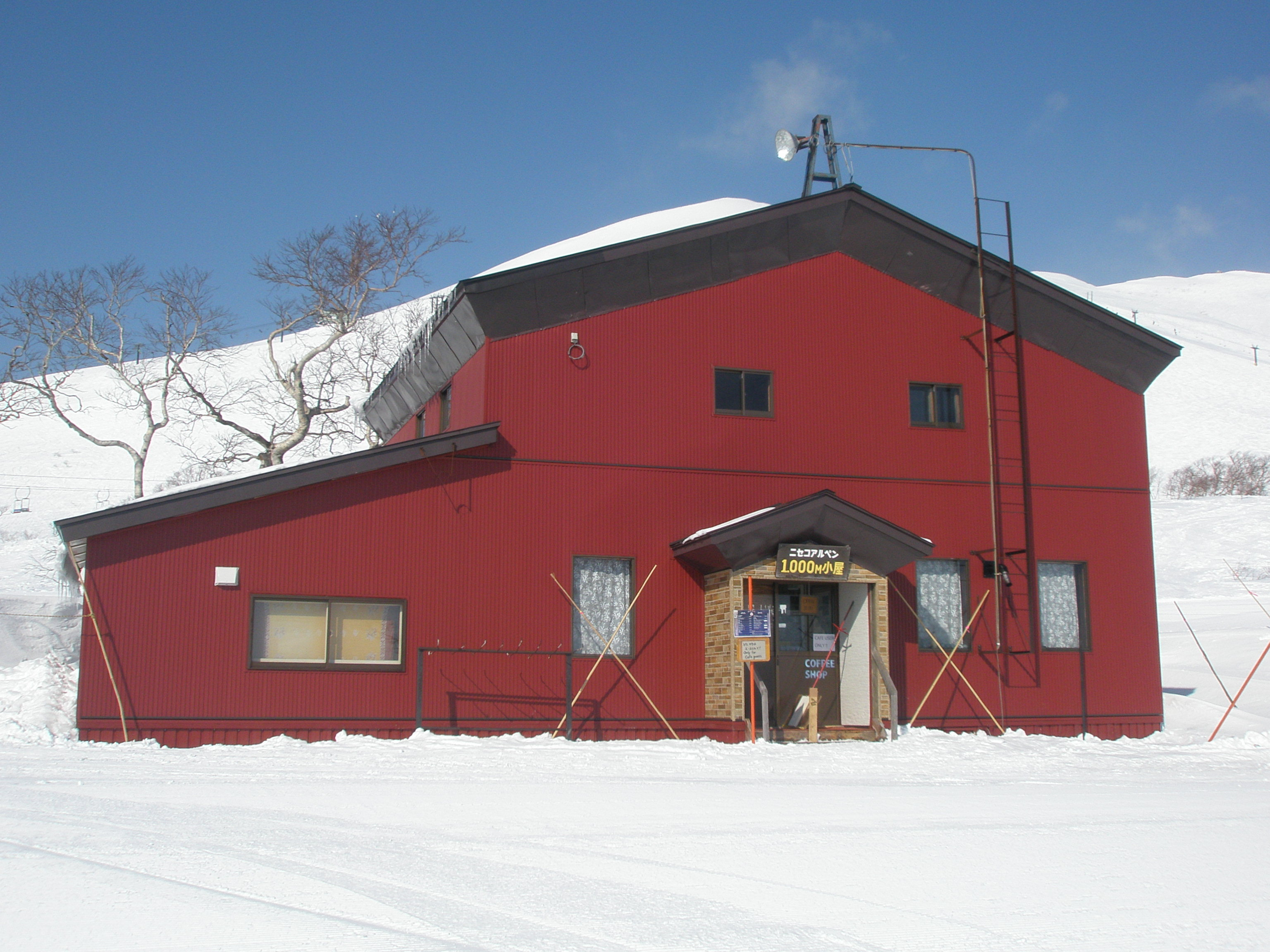
1000mヒュッテ（2019年3月）

### グラン・ヒラフゆかりの鐘
小助川翁の鐘

札幌地方裁判所の判事、公証人、北海学園大学教授及び理事の経歴を持ち、戦前からのスキーヤーでもあり、81歳でスキーバッジテストの2級を、83歳で1級を取得し、さらに88歳でスキー指導員資格を取得して、97歳まで現役スキーヤーとして活動していた小助川弦（こすけがわ ゆずる、1990年〔平成2年〕8月8日に99歳で逝去）がこよなく愛した当時のニセコひらふスキー場にて、1971年（昭和46年）12月26日に自身に起きた負傷時に当時のサンモリッツリフト・永江勝郎専務取締役以下スキー場関係者による親身の世話を受けた事に感激し、完治後に「スキー場で何かの役に立てて欲しい」と5万円をスキー場に寄付した。その寄付金を基金として、ニセコのスキーヤーの安全を願い、遭難救助用（遭難者が自分の位置を知らせたり、遭難者に救助隊および1000mヒュッテの位置を知らせるために使う）として役立つようにと、1973年（昭和48年）1月に設置された物。現在は記念に鳴らす鐘としても使われている。
ヌプリの鐘

吉田茂首相秘書官や東京都内の空港グランドサービス（後のJALグランドサービス）社長の経歴を持ち、ニセコアンヌプリをこよなく愛して「東京ニセコスキークラブ」を結成するなどの活躍をした菱刈隆文が1974年（昭和49年）に62歳で急逝後、妻の富美より隆文の遺志を継いで1977年（昭和52年）3月に遭難防止用の鐘が倶知安町スキーパトロール赤十字奉仕団（以下、日赤パトロール）の永井七郎団長（当時）に贈呈され、団員の手で標高1000mの高原第6リフト降車停留場（当時）付近に取り付けられ、ニセコアンヌプリの名前から「ヌプリの鐘」と名付けられた。
初代の鐘は腐食が進んだ事から1983年（昭和58年）に二代目の鐘に交換されたが、その二代目の鐘と鐘を支える支柱も老朽化で倒壊の可能性が出てきた事から2020年（令和2年）8月に完全撤去される事となる。取り外されたそれぞれの鐘本体は、初代の物は麓のひらふ第1駐車場及びウェルカムセンター横にある日赤パトロール小屋の前に新たな支柱を立て、「スキー安全の鐘」という銘板も付けて展示（ただし、自由に鳴らす事はできない）されていて、二代目の物は一般公開はされていないものの、ニセコ東急 グラン・ヒラフの事務所に保管されている。また、2021年（令和3年）12月4日には日赤パトロール小屋の前で行われた日赤パトロール創立50周年記念式典で初代の鐘が実際に鳴らされている。
#リフト中の「キング第4」画像左側には当時のヌプリの鐘の設置が確認出来る。

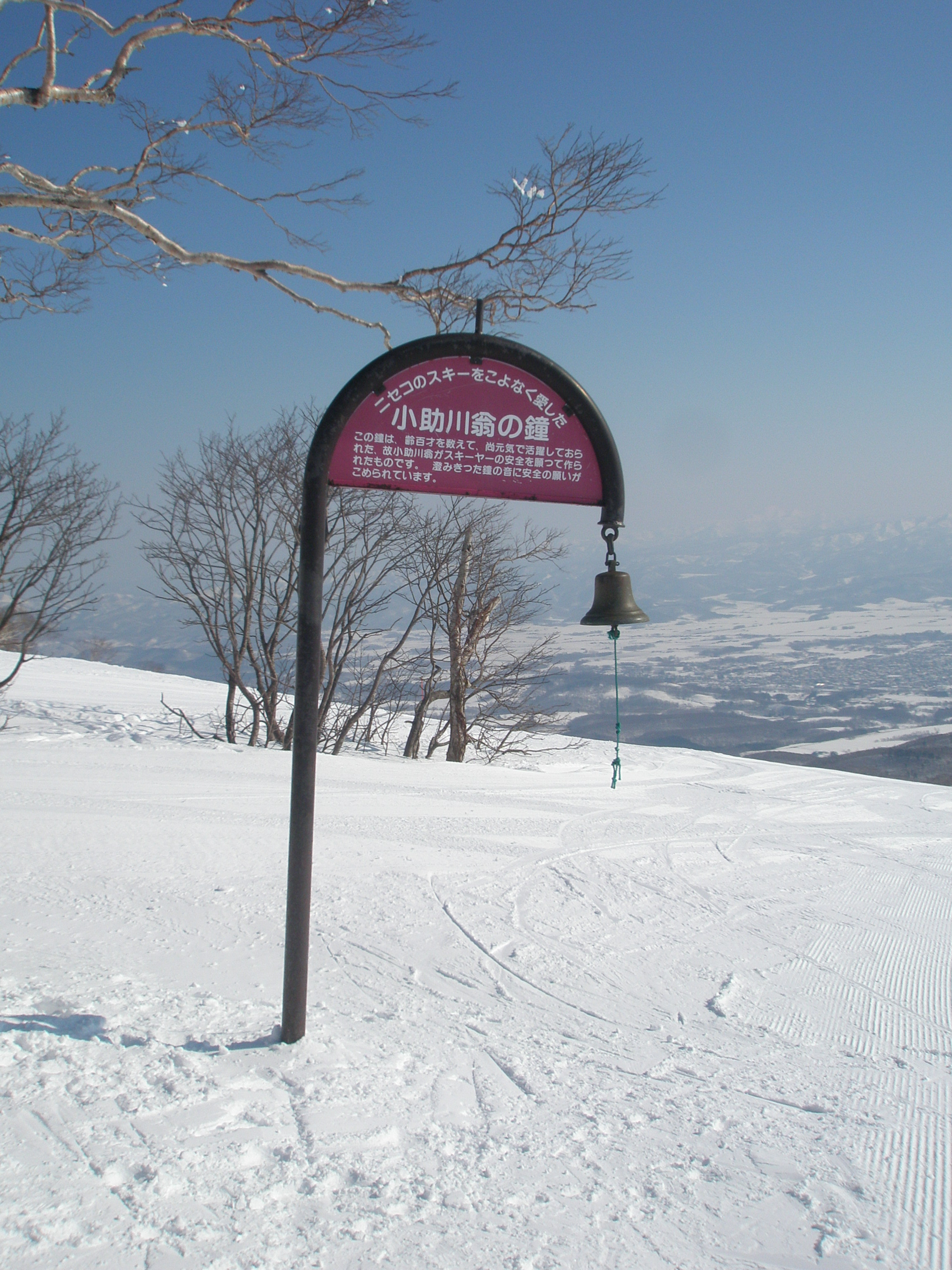
1000mヒュッテ付近に設置されている「小助川翁の鐘」（2019年3月）
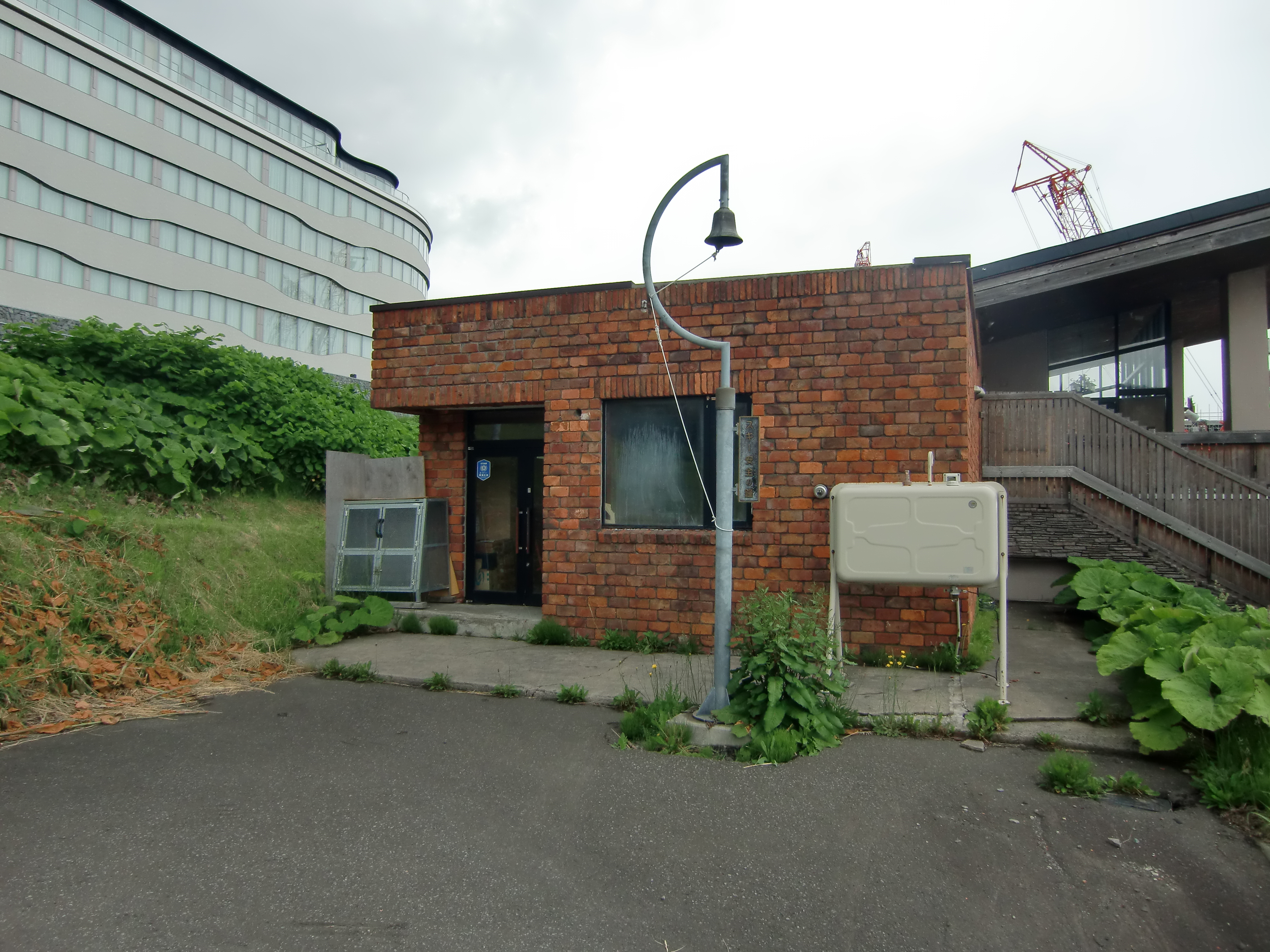
日赤パトロール小屋とヌプリの鐘、鐘支柱の銘板には「スキー安全の鐘」と記されている（2022年6月）

### 宿泊施設

#### 綾ニセコ
- 客室
  - アトリエ (20.11 m²)
  - スタジオ (47.24 m²)
  - 1.5ベッドルーム (69.44 m²)
  - 2ベッドルーム (85〜87 m²)
  - 3ベッドルーム (154〜156 m²)
  - レジデンス (225〜308 m²)
  - ペントハウス (277〜373 m²)
- 館内施設
  - レセプション&コンシェルジュ
  - 温泉
  - スパ
  - ジム
  - ジンジャーレストラン
  - KIYOE Gallery Niseko
  - iGATE IKEUCHI
  - スキーバレー ※冬季のみ
  - ニセコキッズクラブ（託児所） ※冬季のみ
  - 多目的ルーム (120.2 m²) ※夏季のみ

#### 過去に存在した宿泊施設
ホテルニセコアルペン
「ホテルニセコアルペン」は、2023年（令和5年）3月31日をもって老朽化のために閉館・解体され、跡地にはコンドミニアムタイプの宿泊施設が建設されることが決定している。
- 客室
  - デラックス和洋室（定員5名、48.0 m²）
  - ラージツイン（定員2名、33.0 m²）
  - 和洋室（定員4名、28.8 m²）
  - 洋室（定員2名、Aタイプ22.3 m²、Bタイプ24.3 m²）
  - 和室（定員8名、15畳）
  - アンヌプリスイートルーム（定員4名、94.0 m²）
  - ジュニアスイートルーム（定員2名、57.3 m²）
- 温泉・リラクゼーション
  - 大浴場、露天風呂、サウナ
  - 岩盤浴
  - プール（25 m×5レーン）
- レストラン
  - 食彩 比羅夫
  - レストラン スラローム
  - Sweets & Café
- その他
  - ホテルニセコアルペンショップ（スーベニアコーナー、コンビニコーナー、スポーツギアコーナー）
  - カラオケコーナー
  - キッズルーム（冬季のみ）

四季ニセコ
「四季ニセコ」は2012年（平成24年）12月15日に開業。2016年（平成28年）に運営受託終了となり、後の2018年（平成30年）にはハイアット・ホテルズ・コーポレーションが運営する「ハイアット ハウス ニセコ」にリブランドされ、さらに2020年（令和2年）9月1日にはチャトリウムホテルス&レジデンスが運営する「チャトリウムニセコ」にリブランドされた。なお、「四季ニセコ」の名は建物の名称および住所としては残されている。
- 客室（全室スイートタイプ）
  - ペントハウス
  - 3ベッドルームスイート
  - 2ベッドルームスイート
  - 1ベッドルームスイート
- レストラン・ショップ
  - フレンチレストラン「KAMIMURA」[63]
  - THE NISEKO SUPERMARKET & DELI
  - IKI
  - トヨタレンタリース札幌 ニセコひらふ店
- その他
  - フロントデスク
  - スキーロッカー
  - 共用ランドリー

## 夏のグラン・ヒラフ
- #ニセコ シエスタ
- サマーゴンドラ
- 自然情報室エコル
- MTBダウンヒル&フロートレイル
- ストライダー&電動自転車レンタル
- BBQガーデン
- 温泉

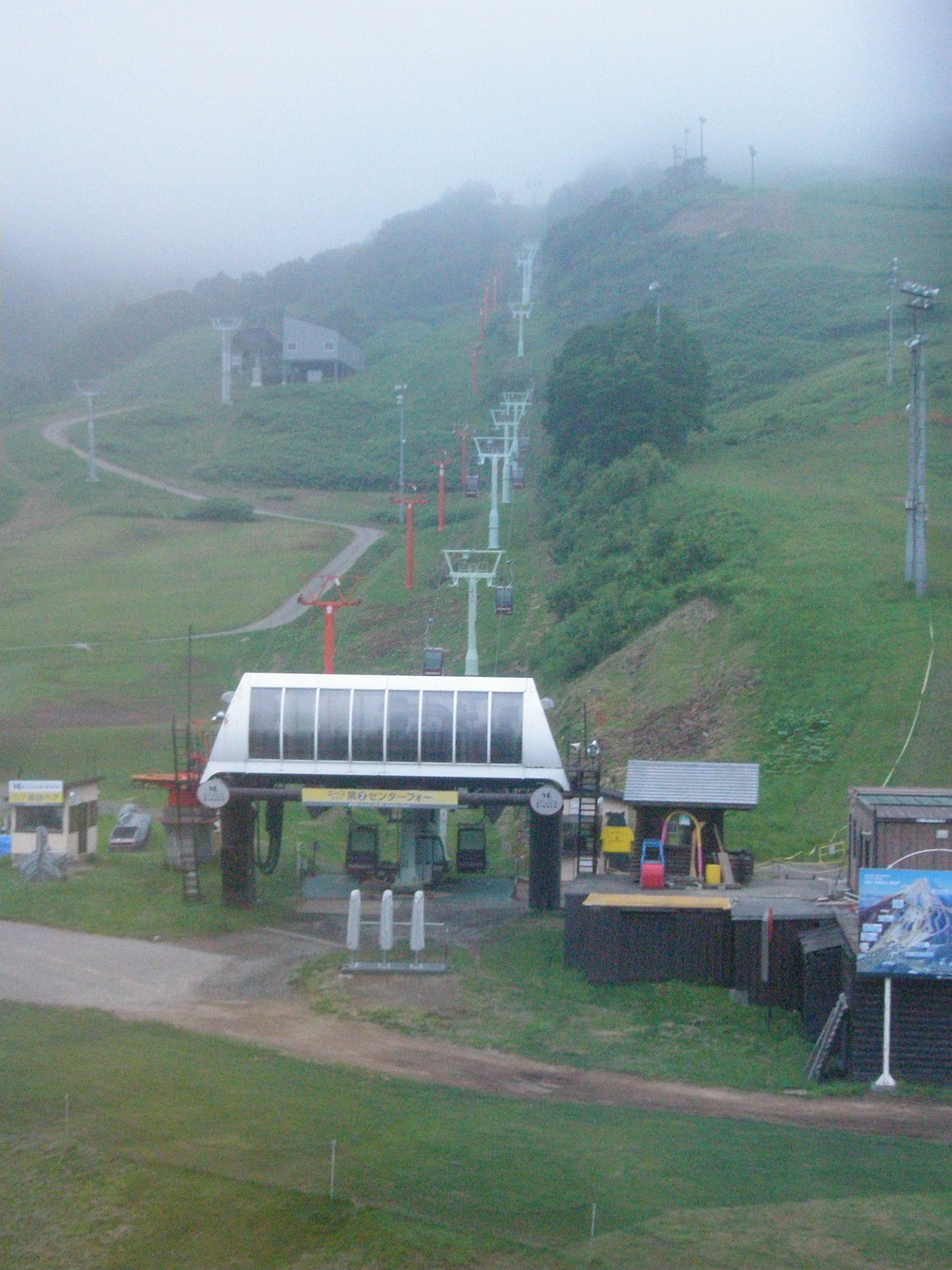
エース第2センターフォー、夏期は搬器をクワッドリフトからゴンドラに替えて、サマーゴンドラとして運行される（2018年7月、ホテルニセコアルペンから撮影）
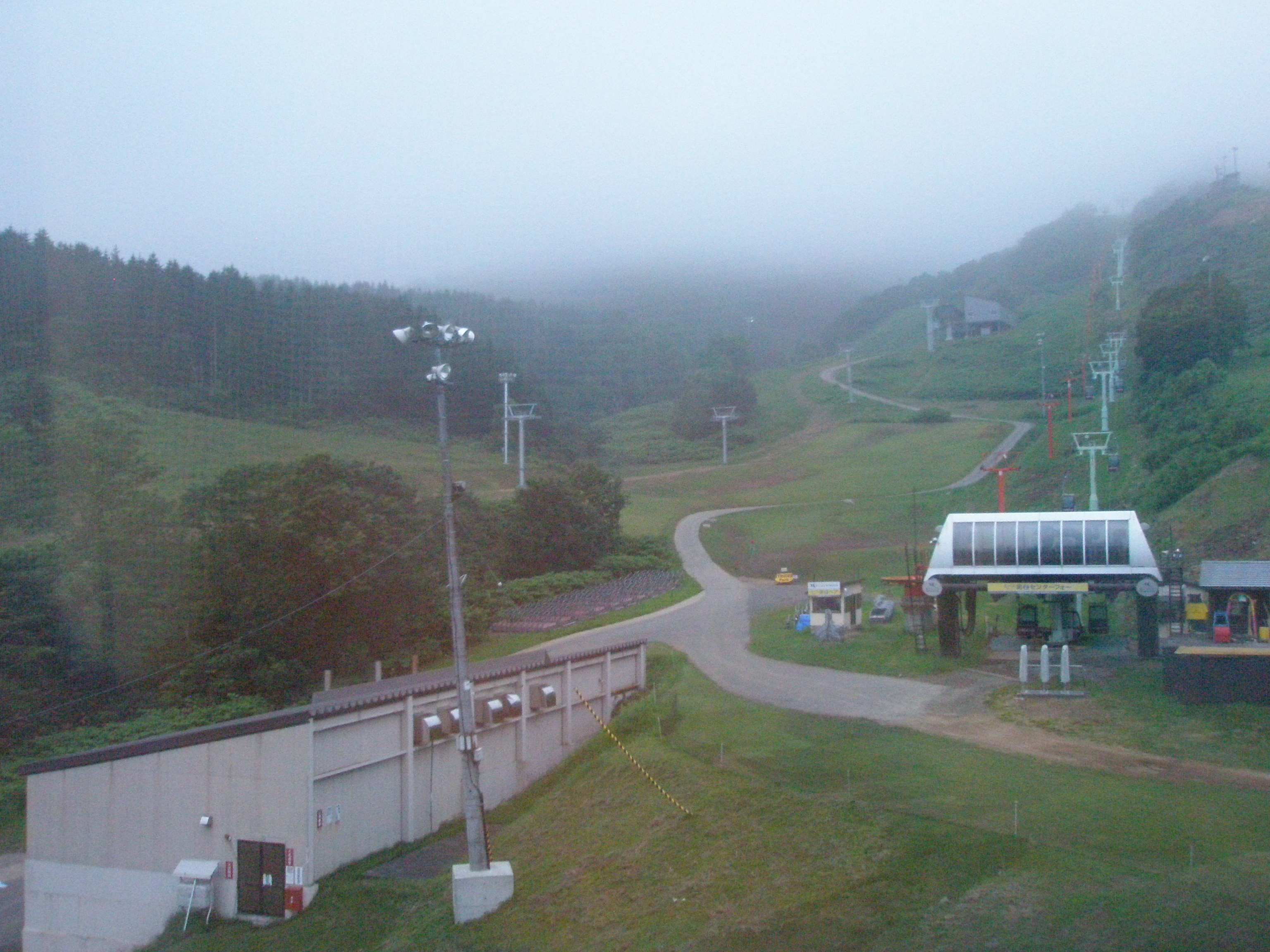
エースファミリークワッド（左から右上にかけて）・エース第2センターフォー（右）、夏期のエース第2センターフォーは搬器をクワッドリフトからゴンドラに替えて、サマーゴンドラとして運行される（2018年7月、ホテルニセコアルペンから撮影）
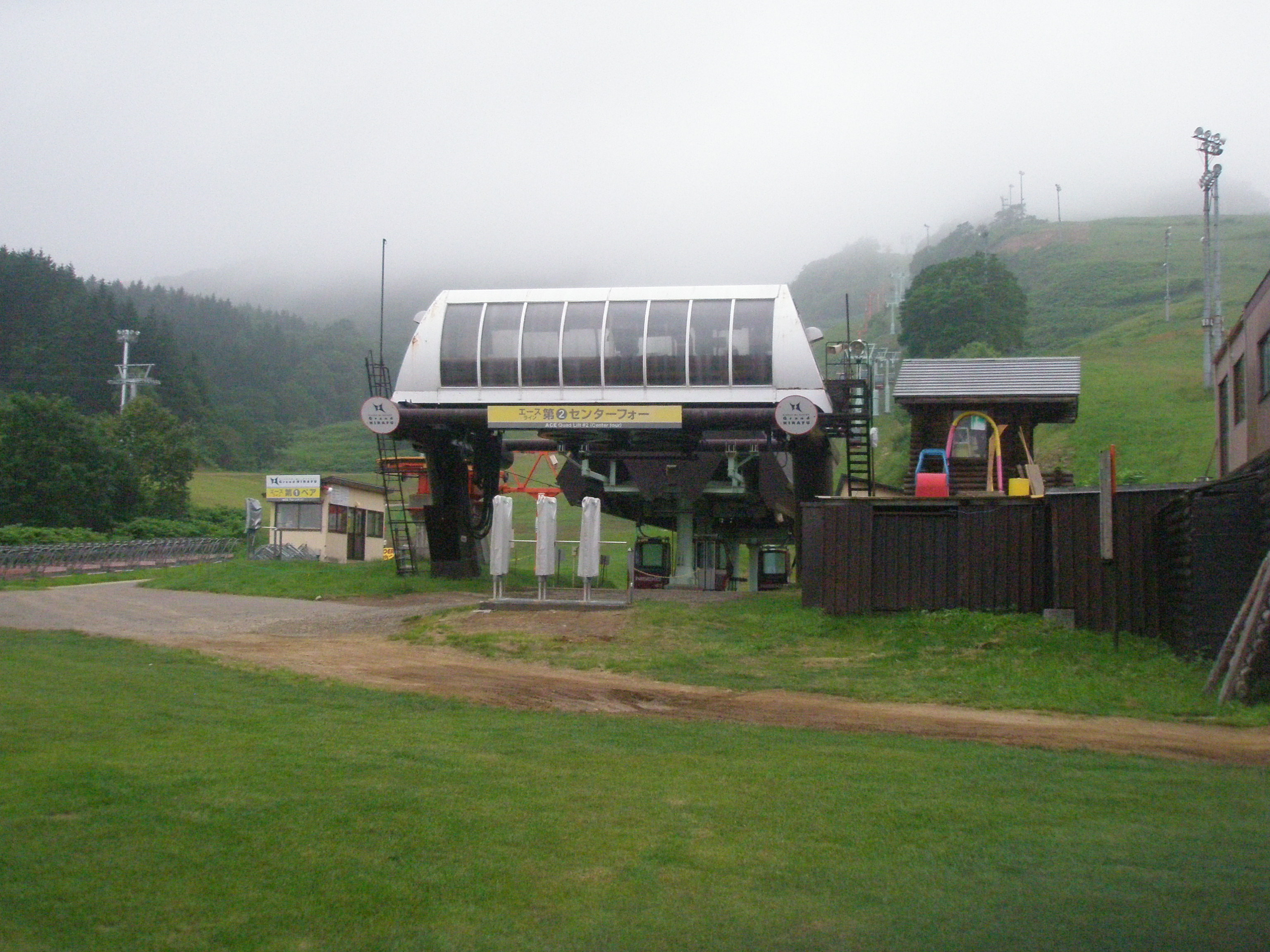
エース第2センターフォー（サマーゴンドラ）・乗り場（2018年7月）
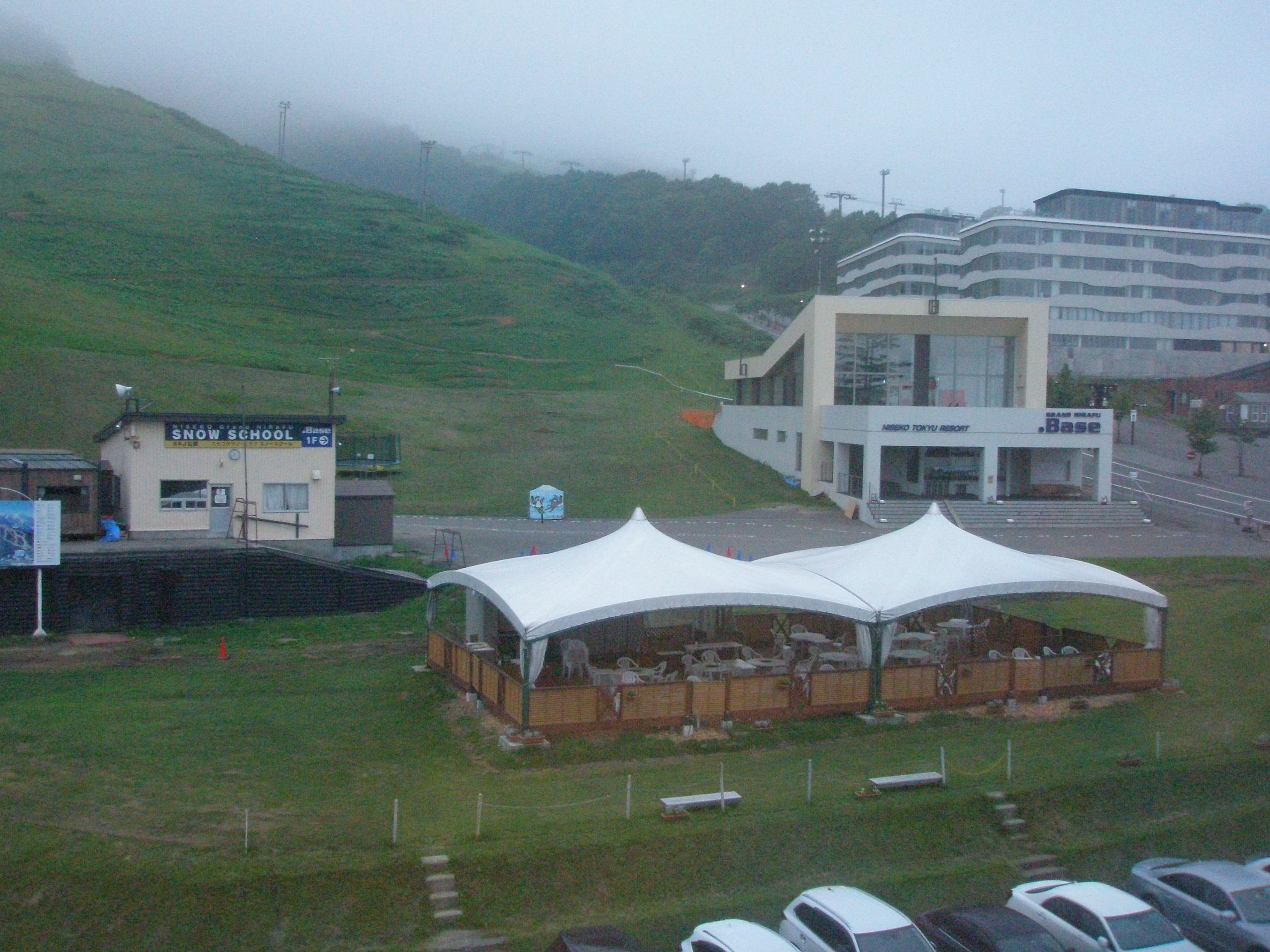
.Base（右上）・BBQガーデン（中央下）（2018年7月、ホテルニセコアルペンから撮影）
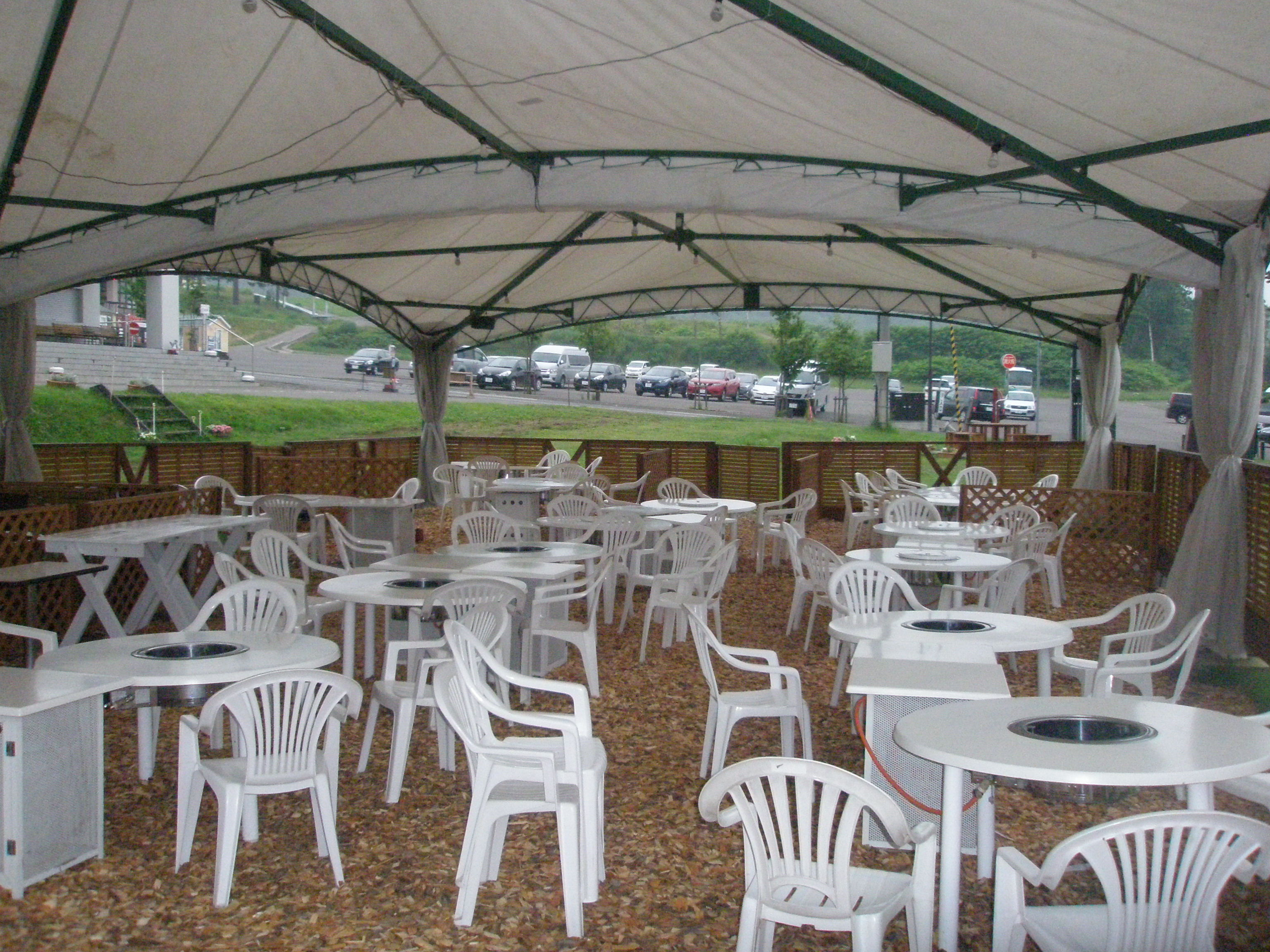
BBQガーデン（2018年7月）

## アクセス・駐車場
- 北海道旅客鉄道（JR北海道）倶知安駅から車で約15分、バスで約20分
- 小樽から車で約1時間30分
- 札幌から車で約2時間10分
- 新千歳空港から車で約2時間10分
- 函館から車で約2時間45分
- 駐車場
  - ヒラフ第1駐車場
  - ゴンドラ駐車場
  - A駐車場

このほか、ウインターシーズンにはニセコバスにより、ニセコアンヌプリ国際スキー場・ニセコビレッジ・ニセコ東急 グラン・ヒラフ・ニセコHANAZONOリゾートの4スキー場間を結ぶ「ニセコユナイテッドシャトルバス」が運行され、通常運賃のほかにニセコ全山共通リフト券の有効ポイント（回数券）を1ポイント使って利用出来るが、各種時間券・日券・シーズン券を持っている場合は無料で利用出来る。

## 参考資料
- “地域の歴史・詳細”.   ニセコひらふ教育旅行協会. 2019年2月26日閲覧。
- 河西邦人. “ニセコアンヌプリのスキー場”. New Directions of All Around Management. 2016年3月7日閲覧。
- “附表1：ニセコ地域観光開発史年表” (PDF).  日本貿易振興機構（JETRO）. pp. 2-7 (2006年). 2016年2月24日閲覧。
- “ニセコは今（4）香港資本が豪州系企業買収”. 北海道建設新聞 (北海道建設新聞社). (2007年11月16日).  オリジナルの2016年5月10日時点におけるアーカイブ。 2019年2月26日閲覧。
- “倶知安町観光振興基本計画【資料編】”.  倶知安町 (2009年). 2016年2月21日閲覧。
- “第11回はじまりは、ファイバーボード。（1）”. ニセコひらふ おもしろ歴史ブログ.  東急リゾートサービス (2010年5月21日). 2016年2月22日閲覧。
- “第22回アルペンリフトの誕生-1 自ら作り出したライバル”. ニセコひらふ おもしろ歴史ブログ.   東急リゾートサービス (2010年11月29日). 2016年2月22日閲覧。
- “第23回アルペンリフトの誕生-2 電力がもとで独立の道へ”. ニセコひらふ おもしろ歴史ブログ.   東急リゾートサービス (2011年1月4日). 2016年2月22日閲覧。
- “第24回アルペンリフトの誕生-3 すべてのタイミングがリフト誕生に結びついた”. ニセコひらふ おもしろ歴史ブログ.   東急リゾートサービス (2011年1月20日). 2016年2月22日閲覧。
- “ニセコの4スキー場は何がどう違う？ それぞれの特徴と楽しみ方とは”. 北海道ファンマガジン (2016年1月12日). 2019年2月21日閲覧。
- 倶知安町史編集委員会『倶知安町百年史 中巻』倶知安町、1993年3月31日。
- 倶知安町史編集委員会『倶知安町百年史 下巻』倶知安町、1995年5月31日。
- ひらふスキー場発達史刊行委員会『ニセコパウダーヒストリー -ひらふスキー場リフト開業50年-』株式会社 実業之日本社、2011年11月20日。
- 小助川 淑子『百歳めざして 今日もスキーを 小助川 弦 追悼集』北大印刷、1992年8月8日。
- “広報くっちゃん 2022年1月号 無事故を願い 安全の鐘鳴らす” (PDF).  倶知安町 (2022年1月). 2022年3月16日閲覧。